# Hawaï
Pour les articles homonymes, voir Hawaï (homonymie).
Ne doit pas être confondu avec Huawei.
Hawaï ou Hawaii (/a.waj/ ; en hawaïen : Hawaiʻi, prononcé /haˈwai̯.ʔi/ ; en anglais : Hawaii, prononcé /həˈwaɪ(j)i/) est un État insulaire des États-Unis. Constitué d'un archipel de 137 îles, il est le seul État américain situé en dehors du continent nord-américain, puisqu'il est situé en Océanie ; il est également l'un des deux États américains non contigus, avec l'Alaska. Les huit principales îles sont Niihau, Kauai, Molokai, Lanai, Kahoolawe, Maui, l'île d'Hawaï et Oahu, où se trouve la capitale Honolulu. L'archipel fait partie de la Polynésie et se situe dans le centre de l'océan Pacifique nord, à 3 718 km au sud de la péninsule d'Alaska, à 3 792 km à l'ouest-sud-ouest de Punta Gorda, sur la côte californienne, et à 5 713 km à l'est de l'île de Hokkaidō au Japon. En outre, il est le 50e et dernier État à avoir été admis dans l'Union, le 21 août 1959. La variété de ses paysages, marqués notamment par un volcanisme très actif (Hualālai, Kīlauea, Mauna Kea, Mauna Loa), un climat tropical humide et un patrimoine naturel endémique, en font une destination prisée aussi bien des touristes que des scientifiques. En juillet 2024, l'état compte 1 446 146 habitants.
L'archipel était habité par des peuples polynésiens depuis plusieurs siècles à l'arrivée de l'explorateur britannique James Cook en 1778, qui le baptise Îles Sandwich. Les îles sont unifiées en un royaume vers 1810 par Kamehameha Ier, qui fonde une dynastie qui perdure jusqu'en 1893. Lui succèdent une éphémère république d'Hawaï (1894-1898) et le territoire d'Hawaï, créé lors de l'annexion de l'archipel par les États-Unis. En décembre 1941, l'île d'Oahu est le théâtre de l'attaque de Pearl Harbor. Le territoire est dissous en 1959 lorsque Hawaï devient le 50e État américain. Il compte un peu plus de 1 410 000 habitants en 2020, principalement dans l'aire urbaine de Honolulu. La population est composée de nombreux groupes ethniques, principalement d'origine asiatique (Philippins, Japonais). Les autochtones hawaïens comptent aujourd'hui pour 22 % de la population.
Situé au cœur de l'océan Pacifique, Hawaï mêle de nombreuses influences culturelles, entre les apports nord-américains et asiatiques, et sa propre culture ancestrale. Proche des cultures polynésiennes et maories, elle demeure très active, notamment autour de traditions musicales. La musique hawaïenne, essentiellement jouée à la guitare hawaïenne et au ukulélé, fut popularisée dans le monde par Sol Hoopii et, plus tard, par le chanteur Iz. Le mode de vie hawaïen se diffuse également avec la pratique du surf et de la spiritualité locale, le Hoʻoponopono. Ses deux grands parcs nationaux (parc national des volcans d'Hawaï, parc national de Haleakalā) et ses nombreuses plages en font une destination touristique majeure. De tradition démocrate, Hawaii est le lieu de naissance du 44e président des États-Unis, Barack Obama.

## Histoire

### Toponymie
Le nom Hawaii provient du mot hawaïen Owhyhee (lexicalisé en anglais). Les Espagnols sont les premiers Européens à visiter les îles. Le capitaine James Cook vole les cartes et se rend sur les îles en 1778 et les dénomme les « îles Sandwich » (en l'honneur du comte de Sandwich). Ce nom a duré jusqu'à ce que le roi Kamehameha Ier, artisan de leur unité, fonde le royaume d'Hawaï en 1810.
Aujourd'hui, on peut décomposer les syllabes comme suit : ha représente la respiration mais aussi le souffle de vie ; wai désigne l'eau, en particulier l'eau douce, richesse s'il en est et élément indispensable à toute vie ; enfin, i serait utilisé comme nom propre pour le dieu créateur du monde, des hommes et des centaines de milliers d'autre dieux que vénéraient les anciens.
En français, on rencontre indifféremment les orthographes Hawaii et Hawaï, la deuxième forme étant plus répandue comme dans le titre de série télévisée Hawaï police d'État. Le titre du roman de James A. Michener est, lui, orthographié Hawaii. De même pour l'adjectif hawaïen ou hawaiien (cette dernière forme étant nettement moins répandue). En hawaïen, un coup de glotte (okina), représenté par l'apostrophe inversée (‘), sépare les deux i.

### Premiers habitants
Les îles hawaïennes furent habitées initialement par des Polynésiens (probablement des voyageurs des îles Marquises) il y a environ 1 500 ou 2 000 ans. Malgré des contacts sporadiques avec les autres Polynésiens, cette société a vécu dans un important et long isolement. Pendant la majeure partie de leur histoire, les îles d'Hawaï furent gouvernées indépendamment par des monarques locaux, les ali‘i.

### Arrivée de James Cook au royaume d'Hawaï

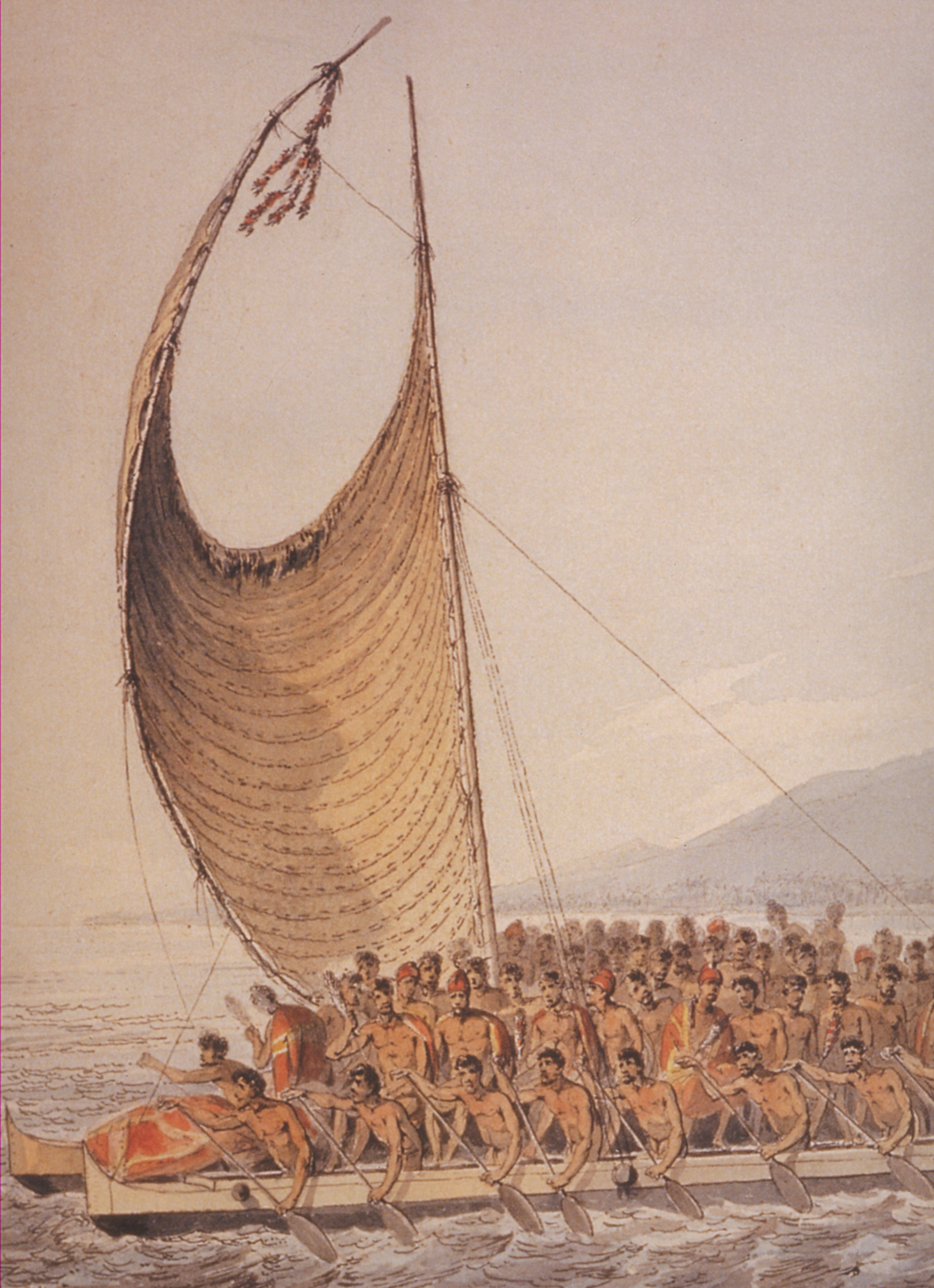
Kalaniʻōpuʻu, roi d'Hawaii apportant des présents au capitaine James Cook en 1781 (dessin de John Webber, artiste à bord du navire de Cook).

Le premier contact avec les Européens dont on a gardé la trace date de 1778 avec James Cook lors de son troisième voyage, qui les baptisa îles Sandwich en l'honneur du 4e comte de Sandwich. Il est toutefois possible que ce ne fût pas le premier Européen ; en effet, durant tout le XVIe siècle des navigateurs espagnols, néerlandais et portugais sillonnent le Pacifique et les îles d'Hawaï. Certains pensent que les îles furent découvertes en 1527 par des Espagnols envoyés par Cortés sous le commandement d'Alvaro de Saavedra, puis explorées par Juan Gaetano en 1555, puis en 1567 par le navigateur espagnol Álvaro de Mendaña qui précisera la position des îles. Enfin, des hommes du navire néerlandais Liefde désertent en 1599 dans des îles du Pacifique dont on pense aujourd'hui qu'il s'agit d'Hawaii. Les 28 et 29 mai 1786, l'expédition française de La Pérouse fait escale à Mauwee (Maui), une île que James Cook avait négligée lors de son passage.

### Kamehameha
Après une période de conflit qui débute en 1795, le souverain de l'île d'Hawaï, Kamehameha Ier, unifie en 1810 pour la première fois sous son sceptre tous les royaumes insulaires de l'archipel. Ce royaume unifié se développe et est internationalement reconnu, notamment grâce à la bienveillante protection britannique (d'où son drapeau actuel).
En 1849, le contre-amiral Louis Legoarant de Tromelin dirige l'invasion française d'Honolulu.
Ce royaume excite l’appétit des États-Unis qui signent un traité de réciprocité en 1875 avec l'archipel, ainsi que des puissances européennes dont trois en particulier : la Russie, la Grande-Bretagne et la France. Cette dernière ne s'y implante durablement qu'à partir de 1837 lorsque le capitaine Abel Aubert Du Petit-Thouars (1793-1864) nomme un agent consulaire dans la capitale. Les intérêts français aux îles Sandwich sont variés : politiques et stratégiques d'abord, dans la mesure où ces îles apparaissent très tôt comme la « clé du Pacifique nord » ; religieux aussi, puisque c'est une société missionnaire française, la congrégation de Picpus, qui y introduit le catholicisme ; économiques enfin, les deux ports de Lahaina et surtout d'Honolulu se trouvant pendant une vingtaine d'années, de 1845 à 1865, au centre de la pêche baleinière française.
En 1881, une première tentative d’annexion d'Hawaï par les États-Unis échoue. Le secrétaire d’État James Gillepsie Blaine n’en voit pas l’utilité puisque les États-Unis contrôlent le territoire, de fait : « Bien que beaucoup plus éloigné de la côte californienne que Cuba ne l’est de la péninsule de Floride, Hawaï occupe dans la mer occidentale la même position que Cuba dans l’Atlantique. Il est la clé de la souveraineté maritime des États du Pacifique, comme Cuba est la clé du commerce du golfe. Les États-Unis ne désirent pas plus la possession matérielle d'Hawaï que celle de Cuba mais en aucun cas ils ne peuvent permettre dans l’autorité territoriale de l’un ou de l’autre un changement susceptible de les couper du système américain, auquel ils appartiennent indispensablement. »

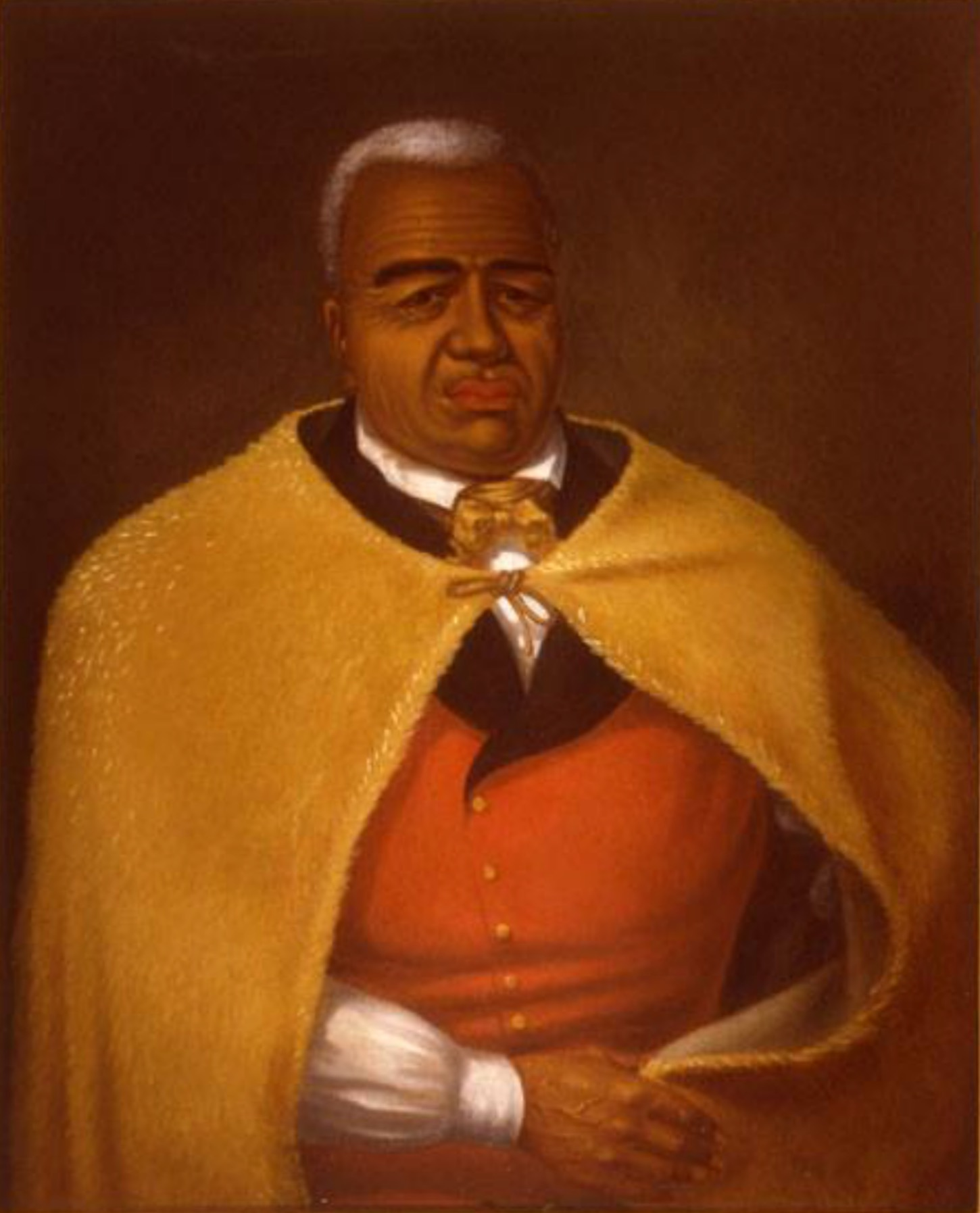
Kamehameha Ier, unificateur d'Hawaï.
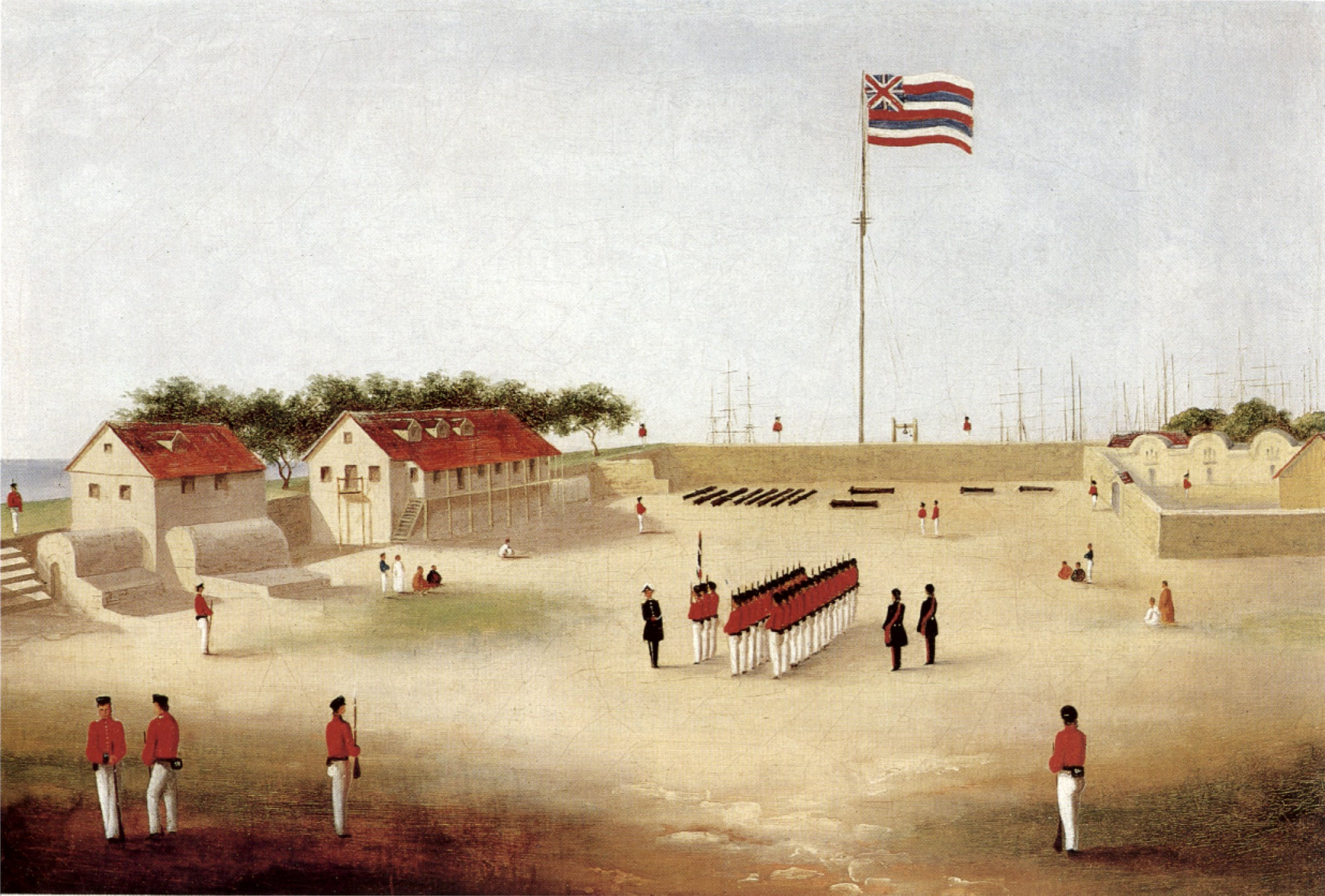
Le fort d'Honolulu vers 1853, par Paul Emmert.
Armoiries du royaume d'Hawaï, adoptées en 1845 sous le règne de Kamehameha III.

### République d'Hawaï et annexion par les États-Unis
Mais c’est finalement l'influence prépondérante des Américains, principalement le fruitier Dole Food Company (planteurs, commerçants), appuyée par le débarquement d'une compagnie de fusiliers-marins, qui conduit in fine à la déposition de la dernière reine par un coup d'État en 1893 et à l'instauration d'un Gouvernement provisoire. Ce coup d'État est fomenté par un groupe de planteurs et de missionnaires étrangers, en majorité américains, soutenu par l'USS Boston. Le 17 janvier 1894, un comité de sécurité autoproclamé dirigé par Sandford B. Dole décrète la fin de la monarchie hawaïenne et à la proclamation d'une République d'Hawaï, véritable république bananière. La reine Lili'uokalani quitte aussitôt Hawaï. La « République d'Hawaï » finit par être annexée au territoire américain le 7 juillet 1898 avec le statut de Territoire d'Hawaï.
L'archipel est notamment impliqué dans la Seconde Guerre mondiale lors de l'attaque de la base navale de Pearl Harbor par les forces aéronavales et la marine japonaises le 7 décembre 1941.
Le pouvoir des planteurs prend fin en raison du droit de vote accordé aux nombreux immigrés qui dès le XIXe siècle ont radicalement transformé la démographie de l'archipel.
Le 21 août 1959, Hawaï devient le 50e et dernier territoire de l'Union à avoir accédé au statut d'État des États-Unis : cette transformation étant due notamment à l'action des organisations syndicales (132 773 voix pour, 7 971 contre lors du référendum du 27 juin 1959).

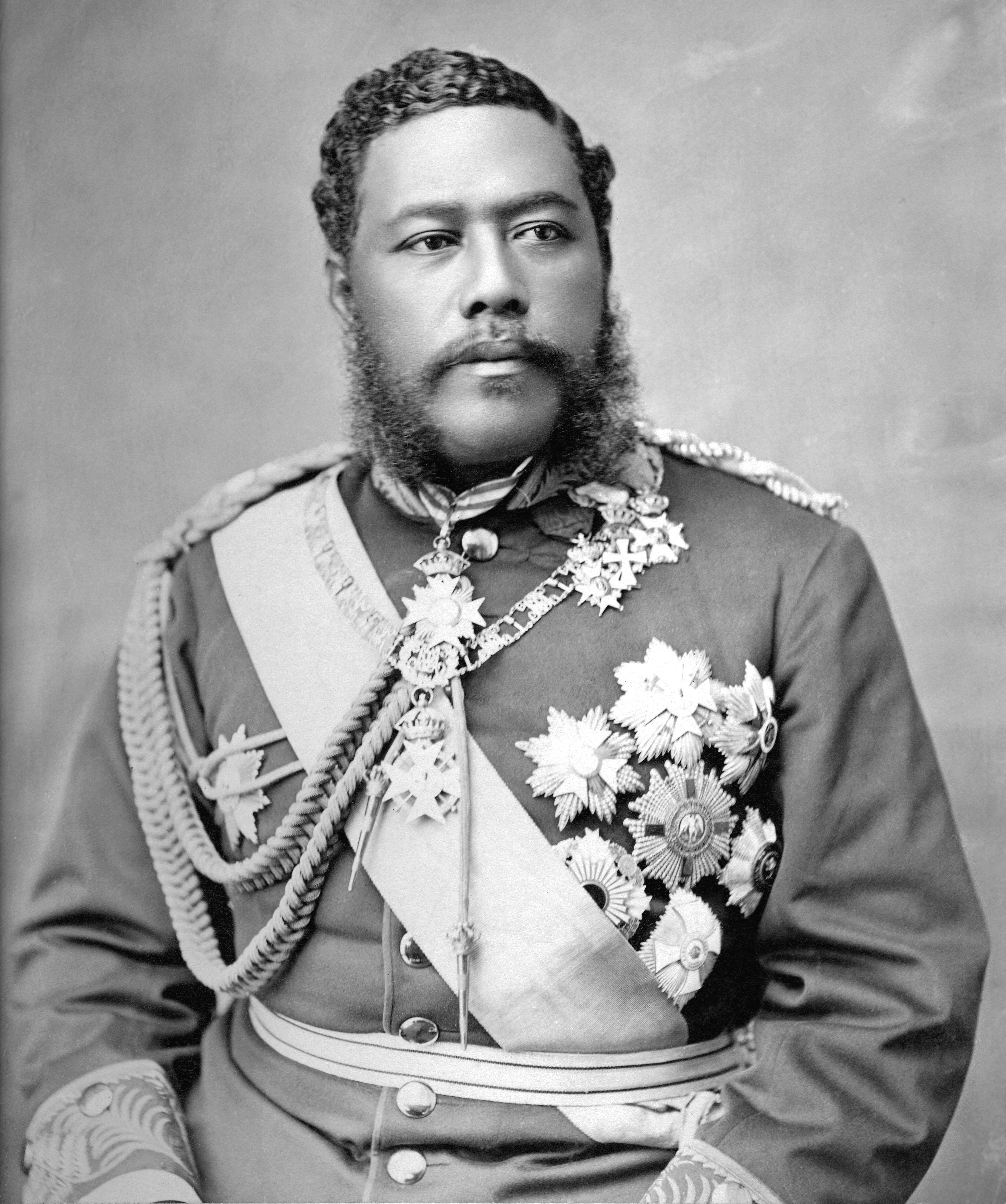
Kalākaua, avant-dernier monarque d'Hawaï.
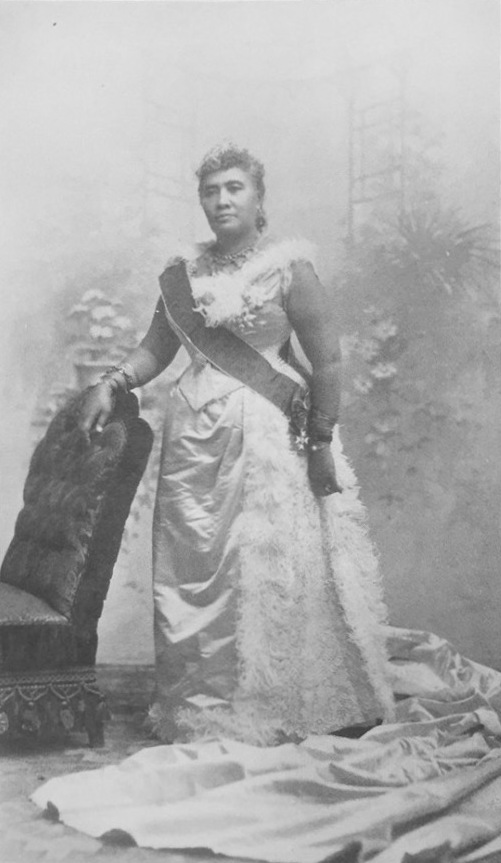
Liliʻuokalani, dernière reine d'Hawaï.
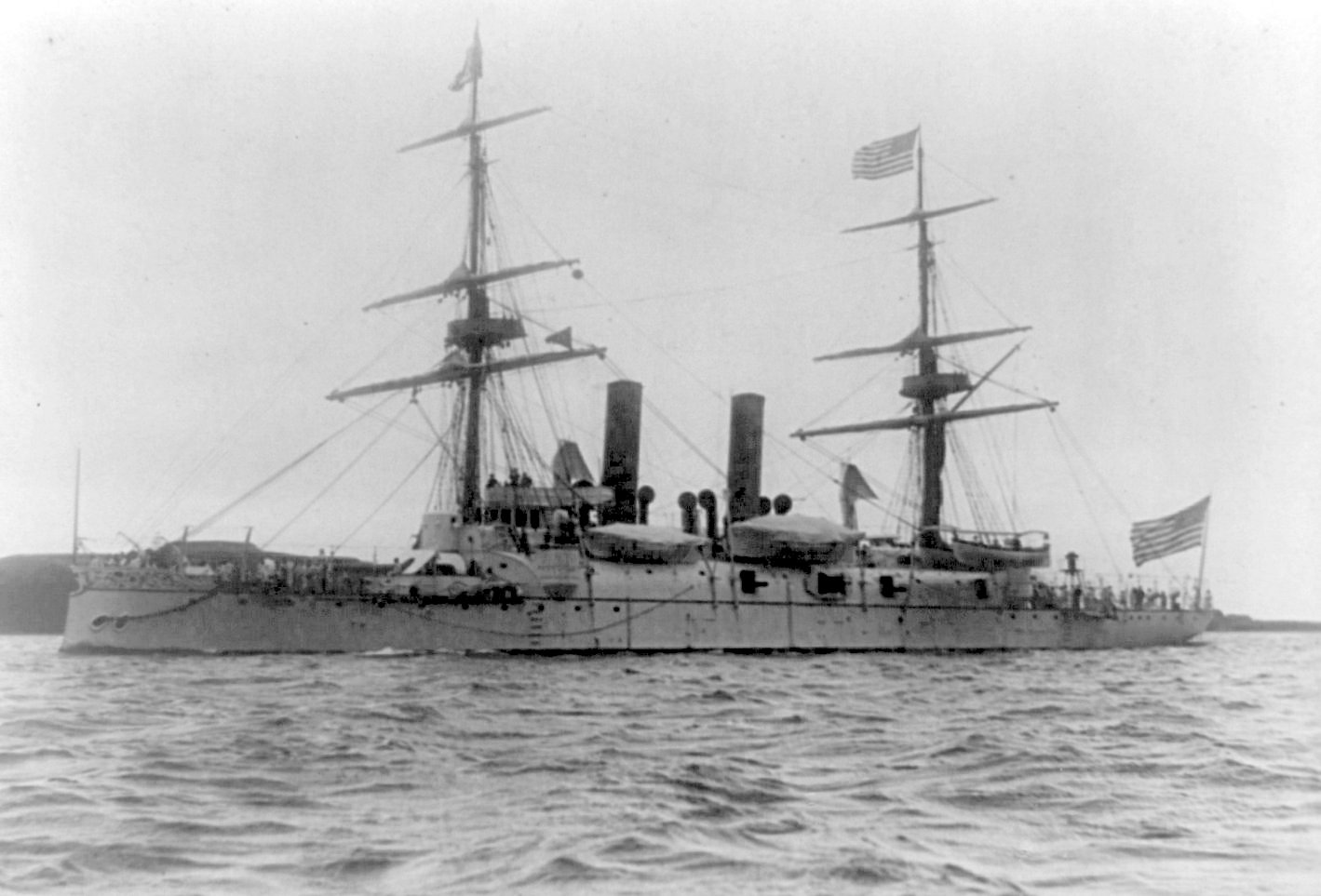
USS Boston.
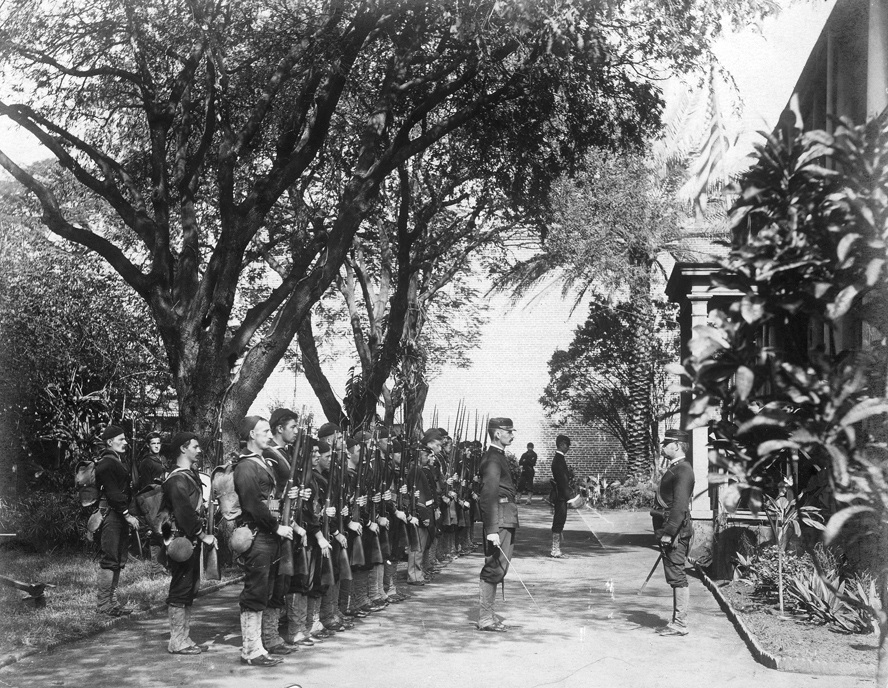
Marines de l'USS Boston, janvier 1893.
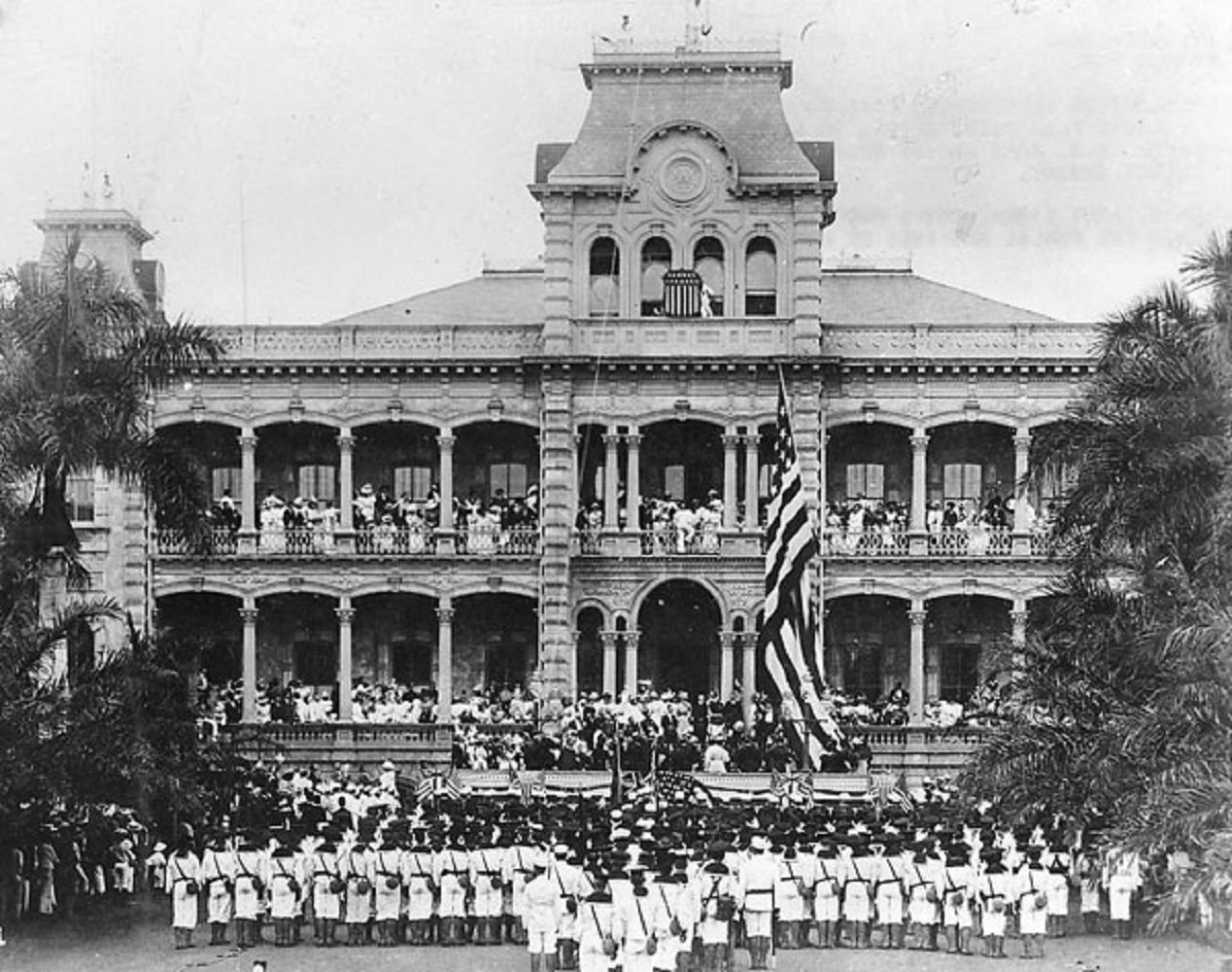
2 mai 1898 : annexion d'Hawaï.

### Droit international
Hawaï présente la caractéristique rare de n'avoir jamais été rattachée à son actuelle puissance souveraine (les États-Unis) par un acte de droit international. La cession de l'archipel a en effet été le fait d'un gouvernement provisoire que les États-Unis ne reconnaissaient pas, le président Grover Cleveland ayant explicitement déclaré cette entité illégitime. Par peur des résultats, on ne procéda pas à un référendum auprès de la population hawaïenne. La résolution Newlands, qui érige Hawaï en territoire organisé des États-Unis, votée par le Congrès américain n'est donc, en termes juridiques, qu'un acte unilatéral. Par l'Apology Resolution du 23 novembre 1993, le Congrès américain souligne ainsi ce point en reconnaissant que le peuple hawaïen n'avait jamais renoncé à sa souveraineté au profit des États-Unis.
Quand bien même le gouvernement hawaïen aurait été considéré comme légitime, le droit international prévoit qu'il aurait fallu un traité, dans la mesure où une loi votée dans un pays ne peut s'appliquer à un autre pays, traité qui n'a jamais été conclu. Le statut du territoire d'Hawaï est donc, au regard du droit international pur, non valide. Cette irrégularité dans l'annexion d'Hawaï nourrit aujourd'hui encore un mouvement indépendantiste chez une partie de la population autochtone, ainsi que des querelles récurrentes quant à la propriété des terres ancestrales hawaïennes,,. Ainsi, la loi publique 103-05 « présente solennellement, au nom du peuple et du gouvernement des États-Unis, ses excuses aux populations indigènes hawaïennes » pour le « renversement illégal du royaume d'Hawaï, le 17 janvier 1893, avec la participation d'agents et de citoyens américains, et la spoliation des indigènes hawaïens de leurs droits à l'autodétermination » et « exprime son engagement [celui des États-Unis] à assumer les conséquences du renversement du royaume d'Hawaï, afin de créer les conditions favorables à la réconciliation entre les États-Unis et le peuple indigène hawaïen ».
Dans la mesure où Hawaï a été constitué en État fédéré en 1959, sa séparation des États-Unis est aujourd'hui presque impossible, même au titre de la nullité en droit de son rattachement, car elle constituerait un cas de sécession.

## Géographie

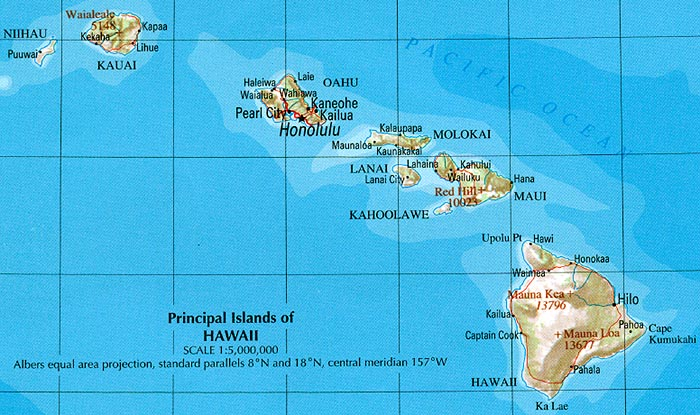
Les îles au vent, archipel principal.

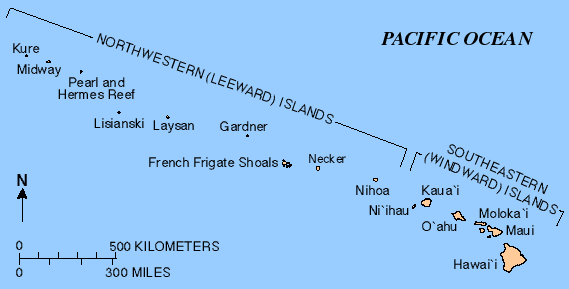
L'ensemble des îles hawaïennes.

D'une superficie totale de 28 337 km2, Hawaï est peuplée de 1 427 538 habitants (2017). La capitale et plus grande ville de l'État est Honolulu, située sur l'île d'Oahu. Hawaï est bordée par l'océan Pacifique nord.
Les 19 îles et atolls qui composent l'archipel se répartissent en deux groupes principaux :
- les îles au vent, situées au Sud-Est, composées des plus grandes îles :
  - Hawaï (la plus grande île de l'archipel),
  - Maui,
  - Kahoolawe,
  - Lanai,
  - Molokai,
  - Oahu (l'île la plus peuplée de l'archipel),
  - Kauai,
  - Niihau.
- les îles sous le vent, au Nord-Ouest, plus petites, qui constituent le monument national marin de Papahānaumokuākea.

Parmi les 50 États américains, Hawaï est :
- l'État le plus méridional (le seul situé sous les tropiques, à la latitude du Mexique central) ;
- le seul des États-Unis à ne pas faire partie du continent américain ;
- le seul État entièrement composé d'îles ;
- l'un des deux seuls des États-Unis, avec l'Alaska, à n'être limitrophe d'aucun des 48 autres membres de l'Union.

### Géographie physique

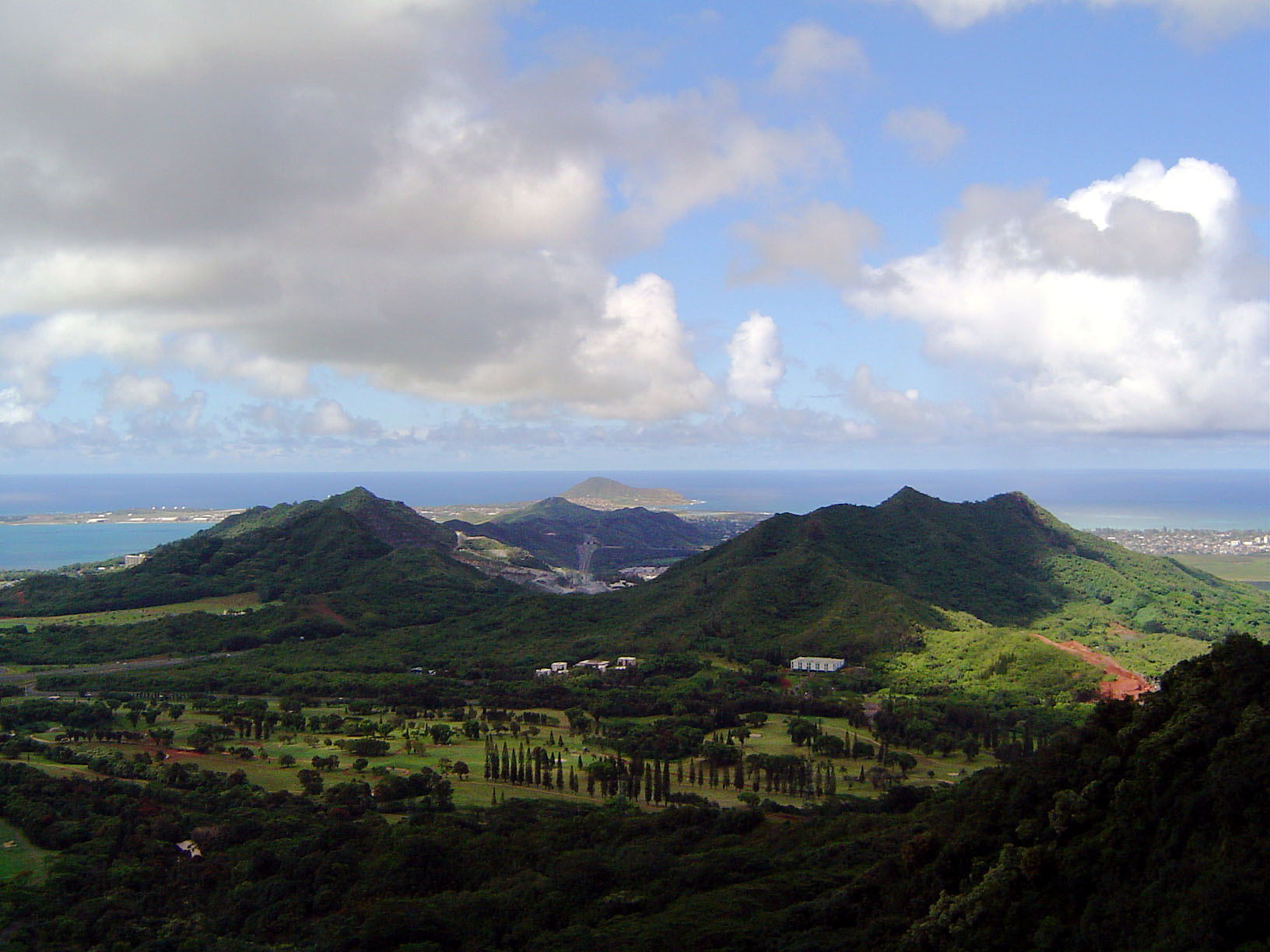
Pali Gap, Windward Coast, île d'Oahu, Hawaï
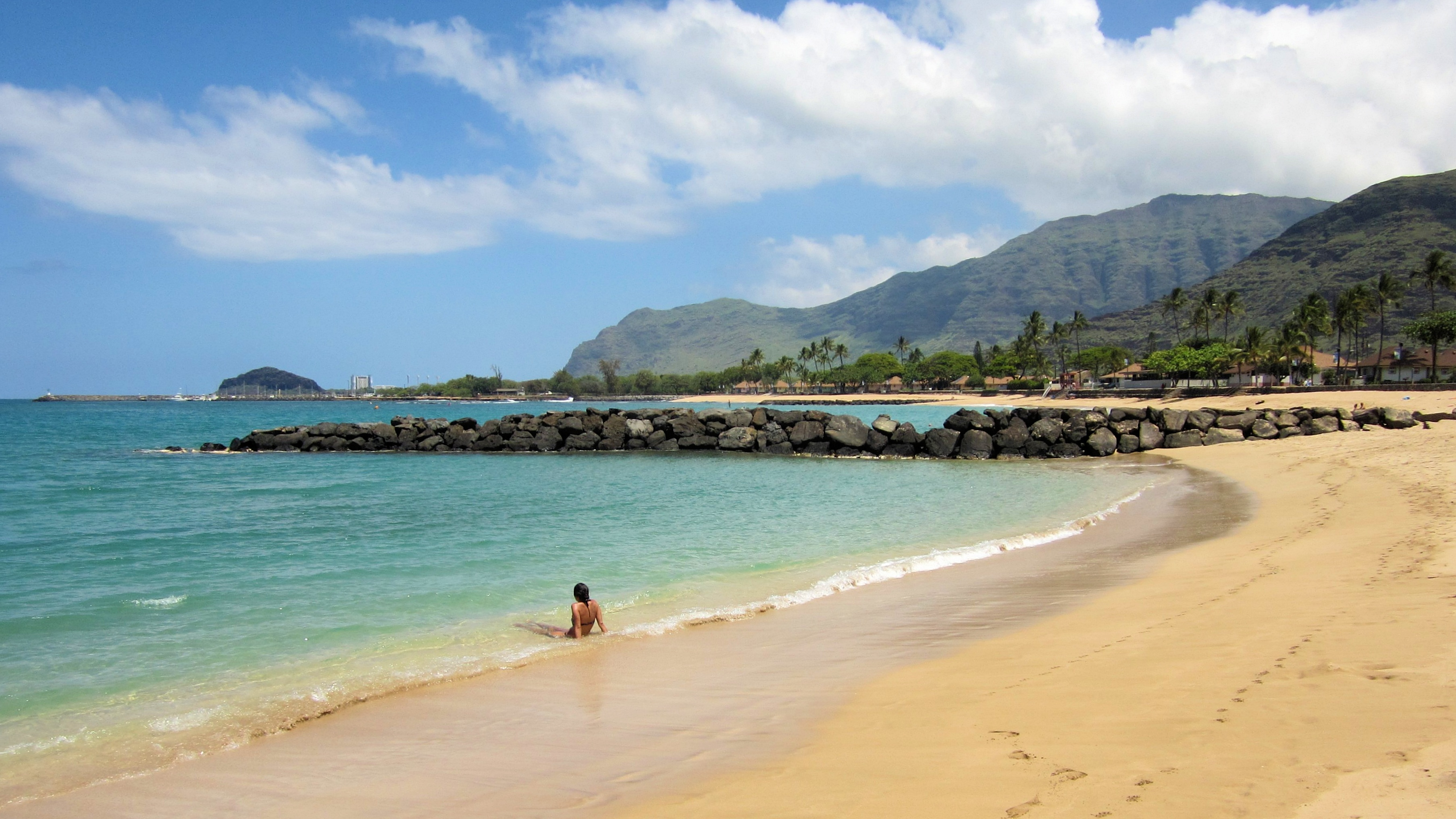
Plage à Oahu
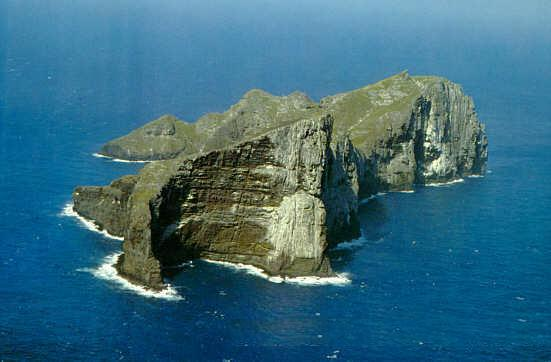
Nihoa
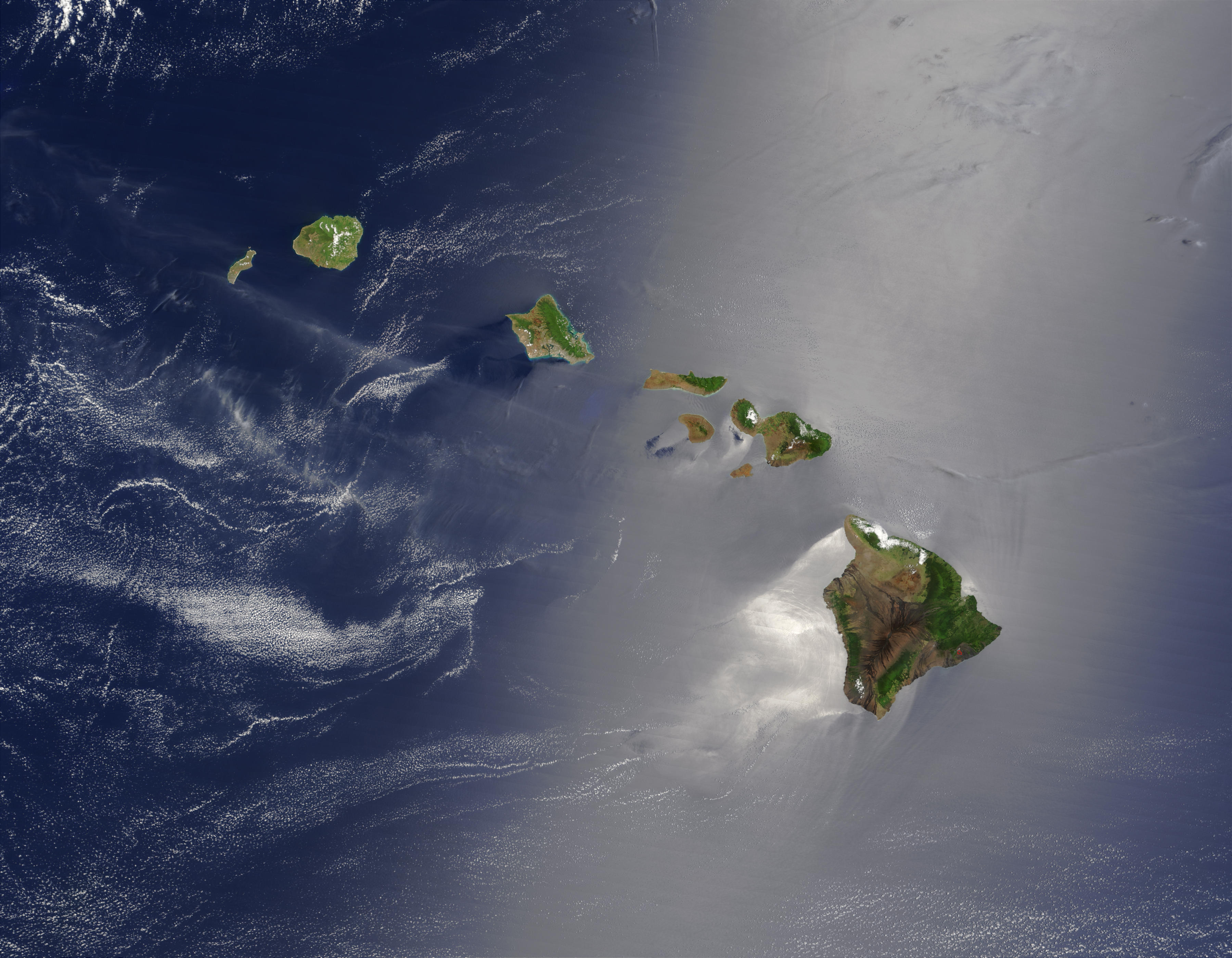
Image satellitale de l'archipel d'Hawaï.
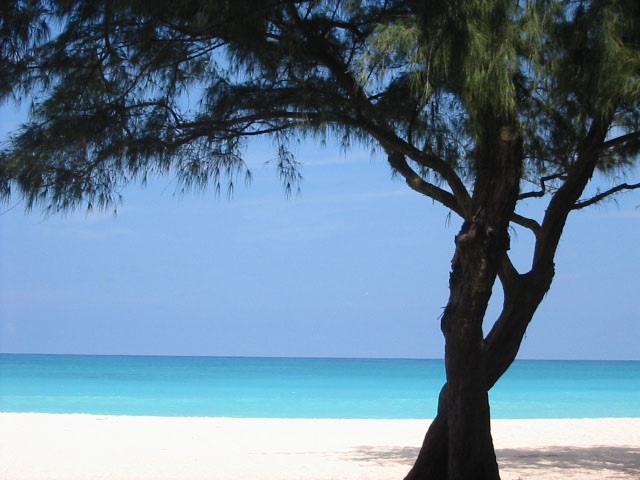
Oahu, côte Est d'Hawaï.

### Climat
Hawaï a un climat tropical typique, bien que les températures soient moins extrêmes grâce aux alizés qui soufflent de l'est. En été, les températures maximales pendant la journée sont d'environ 31 °C, et les températures minimales sont d'environ 24 °C. En hiver, les températures maximales sont d'environ 28 °C, et les températures minimales ne descendent pas souvent plus bas que 18 °C.
Hawaï n'a généralement que deux saisons : la saison sèche (avec moins de pluie) entre mai et septembre, et la saison humide (plus de pluie) entre octobre et avril. Il neige parfois en hiver aux sommets de Mauna Kea et Mauna Loa, les deux volcans les plus hauts à Hawaï. Le mont Waialeale, sur l'île de Kauai, avec 11 684 mm par an, a la deuxième plus grande hauteur de précipitations annuelle du monde [réf. souhaitée].
| Mois                              | jan. | fév. | mars | avril | mai  | juin | jui. | août | sep. | oct. | nov. | déc. | année |
| --------------------------------- | ---- | ---- | ---- | ----- | ---- | ---- | ---- | ---- | ---- | ---- | ---- | ---- | ----- |
| Température minimale moyenne (°C) | 18,7 | 18,6 | 19,6 | 20,4  | 21,3 | 22,3 | 23,1 | 23,4 | 23,1 | 22,4 | 21,3 | 19,4 | 21,1  |
| Température moyenne (°C)          | 22,7 | 22,8 | 23,6 | 24,3  | 25,3 | 26,3 | 26,9 | 27,4 | 27,2 | 26,4 | 25,1 | 23,4 | 25,1  |
| Température maximale moyenne (°C) | 26,8 | 26,9 | 30,6 | 28,2  | 29,3 | 30,3 | 30,8 | 31,5 | 31,4 | 30,5 | 28,9 | 27,3 | 29,1  |
| Précipitations (mm)               | 90,2 | 56,1 | 55,9 | 39,1  | 28,7 | 12,7 | 15   | 11,2 | 19,8 | 57,9 | 76,2 | 96,5 | 559,2 |

### Volcanisme
La géographie d'Hawaï est très variée du fait de ses grands volcans. Avec Tahiti, les îles Marshall et Tuamotu, Hawaï est l’un des points chauds les plus étudiés par les géologues. Une instabilité de couche limite située à la base du manteau terrestre engendre un panache thermique (formé de matière solide comme le reste du manteau) qui en arrivant à proximité de la surface subit une décompression adiabatique qui produit du magma par fusion partielle ; comme les plaques de la croûte terrestre sont en mouvement, une série de volcans voient le jour puis s’éteignent au fur et à mesure que la plaque pacifique passe au-dessus du point chaud. Cela explique la forme de l'archipel hawaïen, en chapelet d’îles et de guyots. Les volcans d’Hawaï sont de type « volcans-boucliers ».
Les principaux volcans de l'archipel sont :
- Hualālai ;
- Kīlauea ;
- Mauna Kea ;
- Mauna Loa ;
- Mauna Ulu.

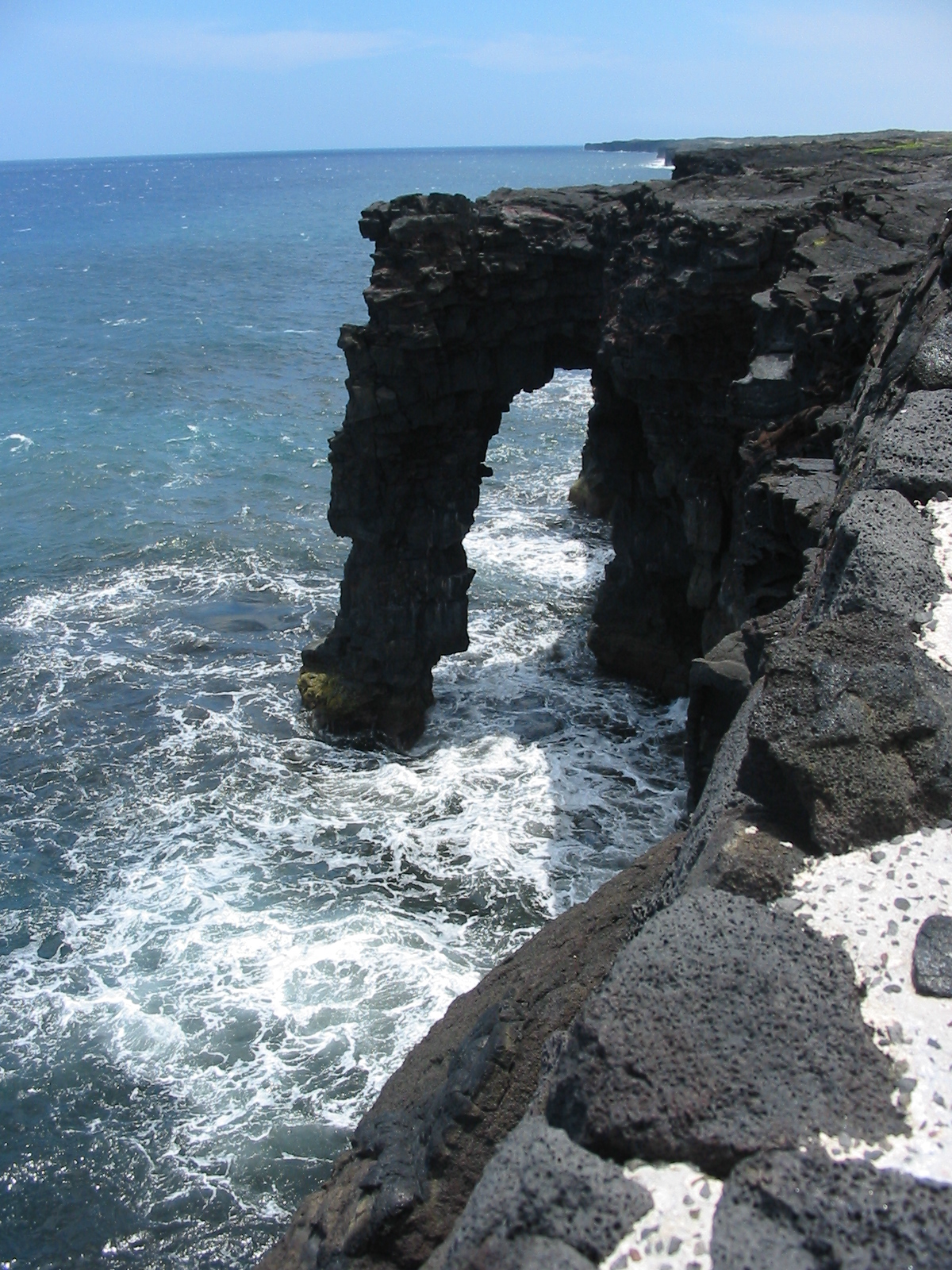
Sea arch, Hawaï
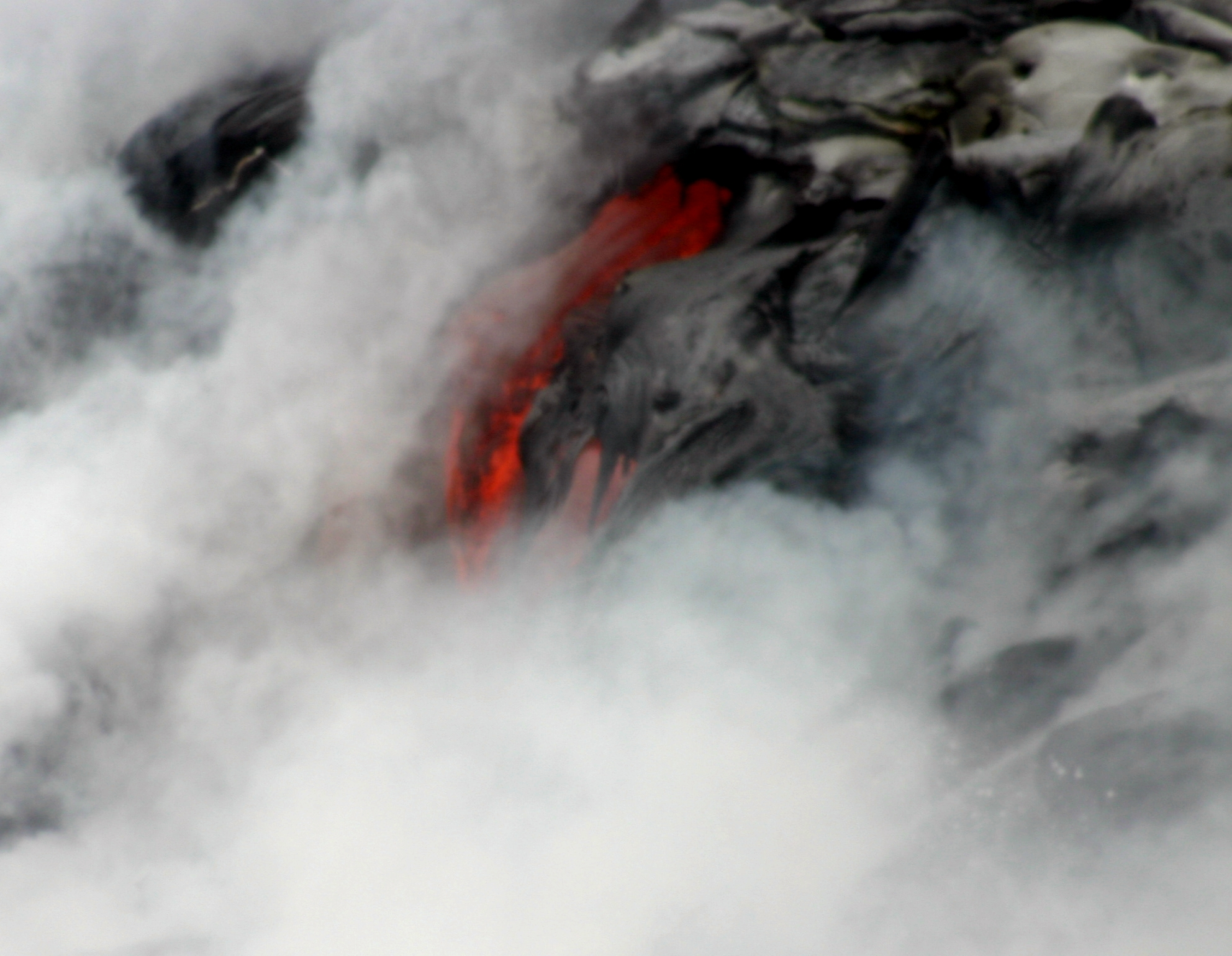
Lave pāhoehoe entrant dans la mer.
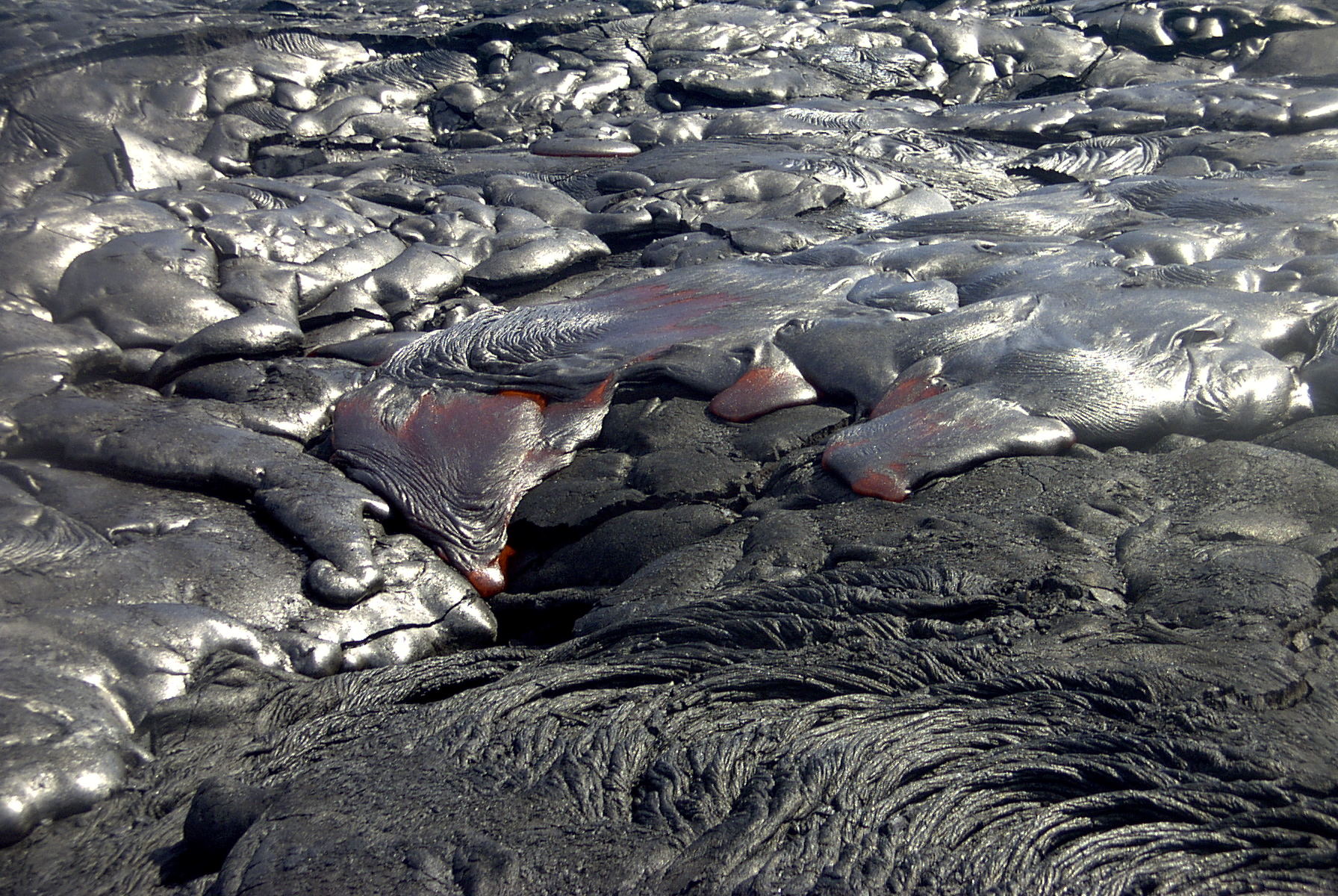
Coulée de lave.
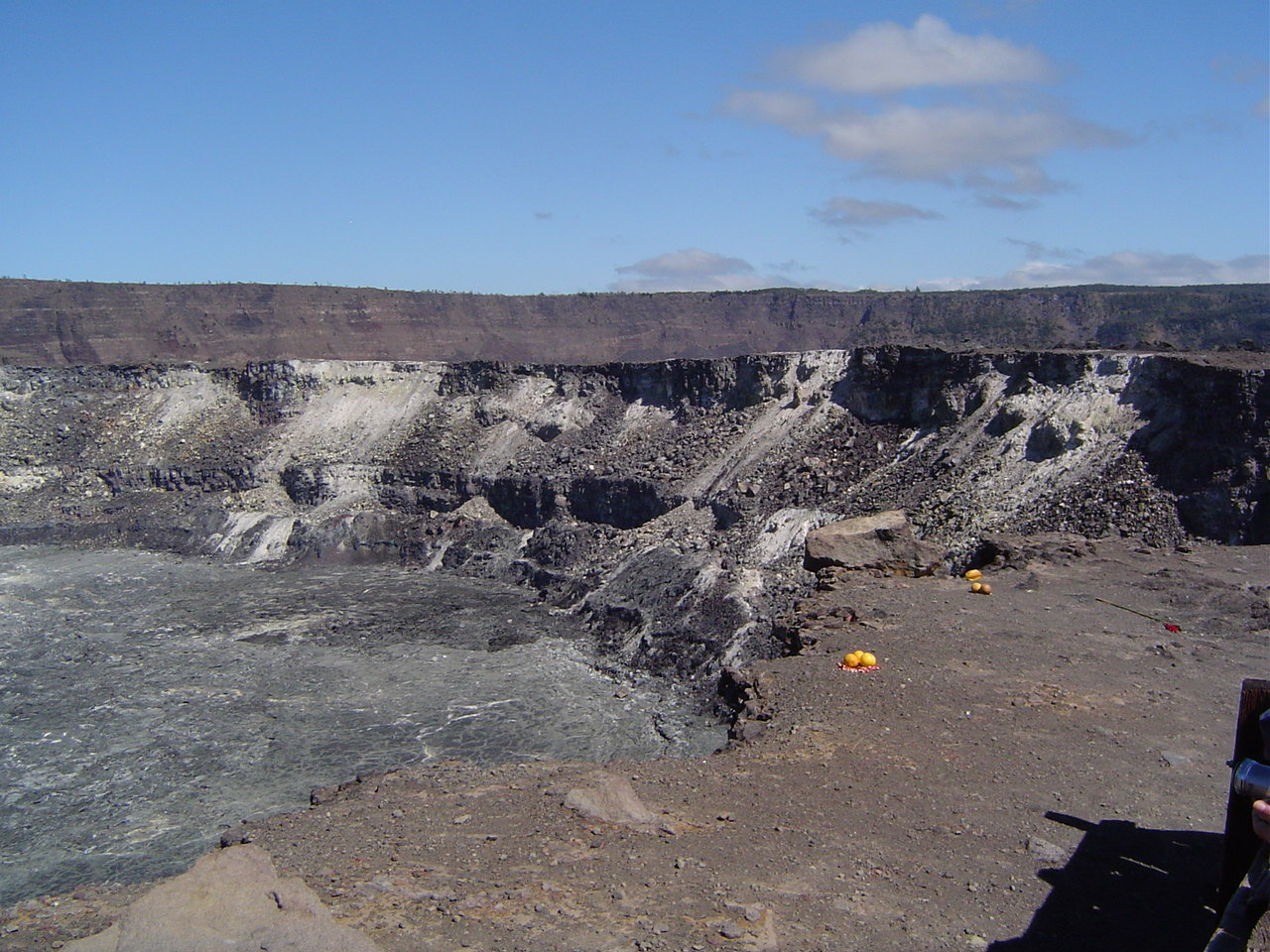
Offrandes à Pele sur le bord du cratère (fire pit) Halem'uma'u, dans le cratère principal du Kīlauea.

L'activité volcanique s'accompagne aussi d'une activité sismique ; des séismes ont par exemple eu lieu en 1975, 2006 et 2018 ; ils sont parfois à l'origine de tsunamis.

### Écologie et biodiversité

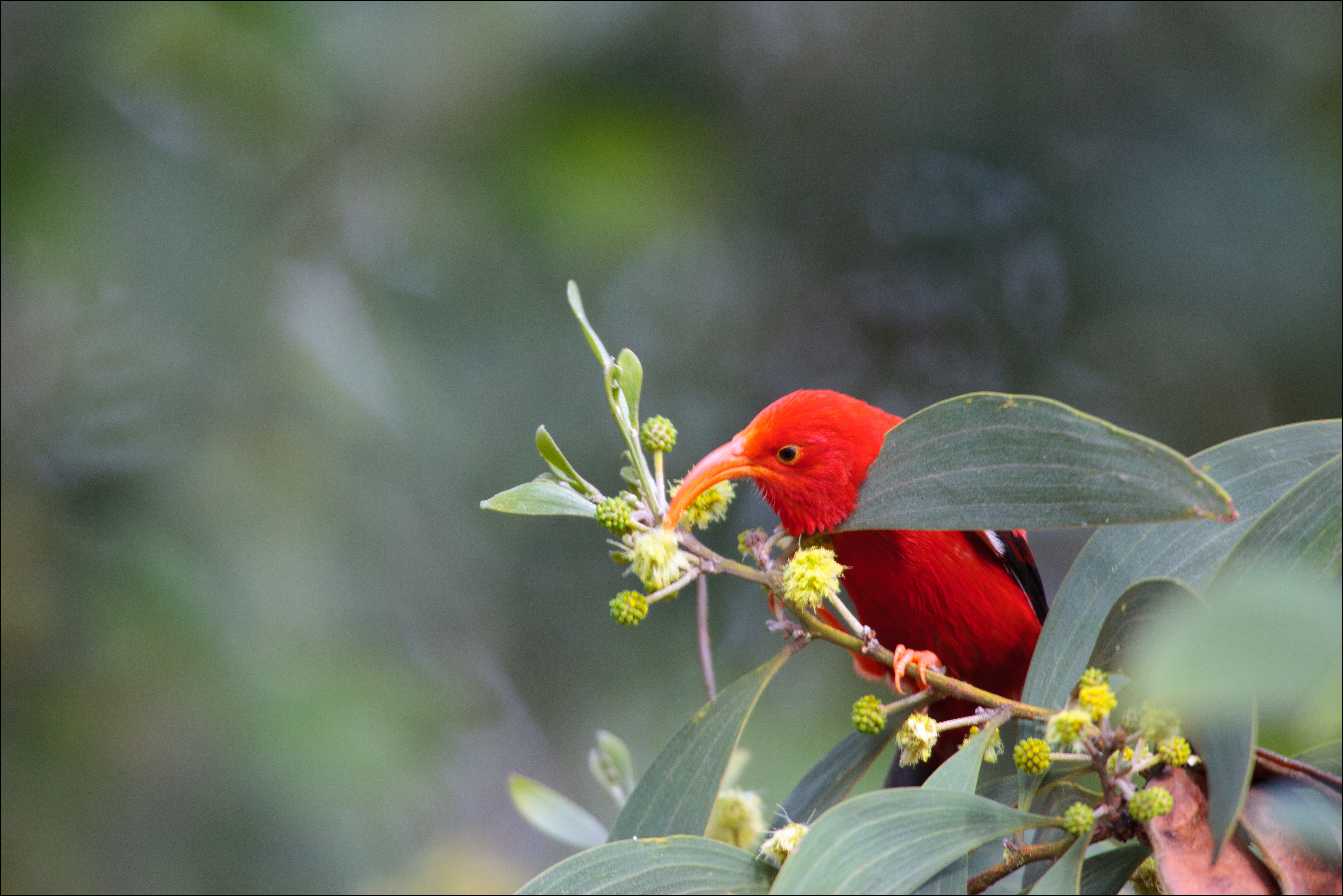
L'iiwi rouge est l'un des rares guêpiers de Hawaï qui survit encore à Hawaï, beaucoup d'autres espèces ayant disparu après l'arrivée des premiers Européens.

Le patrimoine naturel hawaïen est d'une grande richesse, tant sur terre qu'en mer. Hawaï est citée comme un point chaud de biodiversité au sein d'un ensemble biogéographique qui inclut la plus grande partie de la Polynésie et de la Micronésie. Initialement la faune terrestre de l'archipel était dominée par les oiseaux. On ne trouve en effet que deux mammifères natifs sur ces îles, à savoir le phoque moine d'Hawaï (Monachus schauinslandi) et l'ʻōpeʻapeʻa (Aeorestes semotus), une espèce de chauve-souris parfois considérée comme une sous-espèce. On retrouve par contre 338 espèces d'oiseaux dont 130 sont migratrices ou occasionnelles et 53 furent introduites par l'homme. Sans oublier 64 espèces endémiques dont la moitié ont disparu avec l'arrivée des premiers Européens. En effet les espèces insulaires sont très vulnérables en raison de la pression anthropique, de l'insularisation écologique des milieux naturels relictuels et de l'introduction de nombreuses espèces devenues invasives ou susceptibles de le devenir. Les chats, les chiens, les rats et les mangoustes constituent des prédateurs particulièrement dévastateurs dans les milieux insulaires fragiles.

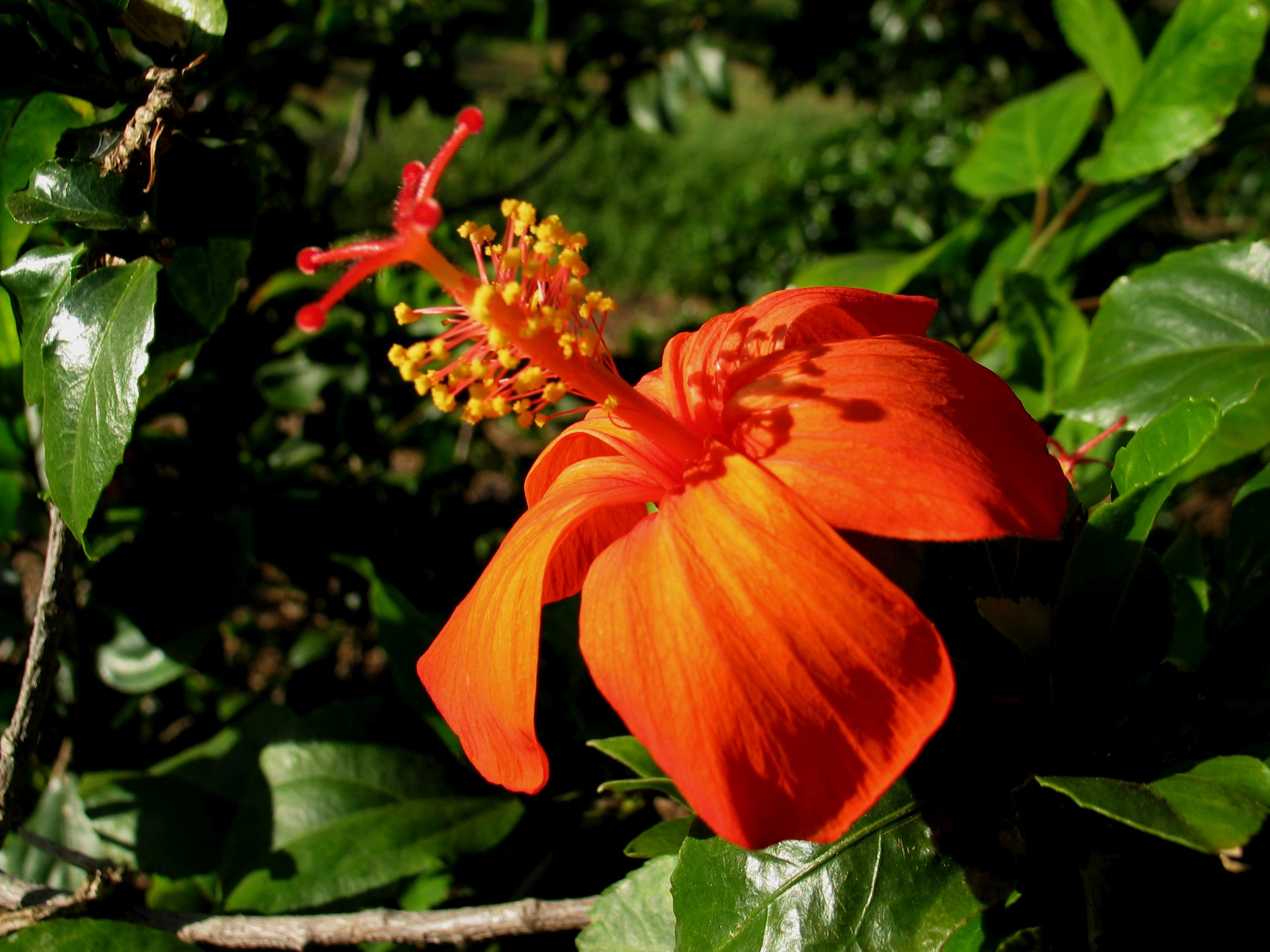
Le rare Hibiscus kokio est l'une des sept espèces d'hibiscus endémiques à Hawaï et également le symbole floral de l'archipel.

Hawaï est le seul État américain à avoir une forêt tropicale humide. La flore hawaïenne est également très riche. On retrouve environ 1 400 espèces de plantes vasculaires dont 90 % sont endémiques. Une mise à jour 2016 de la liste rouge de l'UICN a confirmé un risque croissant d'extinction pour les espèces natives. Depuis le début du XXe siècle, 79 espèces de plantes ont disparu à Hawaï, principalement victimes de la déforestation. Sans oublier la pression causée par la présence d'herbivores importés comme les chèvres, les cochons et les cerfs qui causent des ravages en consommant des espèces natives. En juin 2006, c'est après avoir visionné le film de Jean-Michel Cousteau (Voyage to Kure) que le président George W. Bush fait classer les îles du Nord-Ouest d'Hawaï comme monument national. Ces îles constitueront alors la plus grande zone marine protégée du monde à l'abri de la pêche commerciale. D'une superficie de plus de 350 000 km2, ce nouveau monument national s'étire sur près de 2 300 km, comprend une dizaine d'îles inhabitées ainsi qu'une centaine d'atolls et abrite également de nombreuses espèces en danger.
Depuis quelques années, HawaÏ subit les impacts du changement climatique avec une prolifération des phénomènes naturels extrêmes. Le programme Hawaï durable vise ainsi à formuler des objectifs et des actions pour atteindre 100 % d'énergie propre et renouvelable d'ici 2045, ainsi que des actions pour protéger les bassins versants. Ce programme est également significatif dans la lutte contre les espèces invasives afin de protéger et préserver l'écosystème unique de l'archipel. Le 15 juin 2006 les États-Unis ont créé la plus vaste et longue aire marine protégée au large des îles du Nord-Ouest d’Hawaï. Le « Monument national marin des îles du Nord-Ouest d'Hawaï » recouvre environ 36 millions d’hectares marins, incluant 1,16 million d’hectares de récifs coralliens abritant plus de 7 000 espèces marines (endémiques à 25 % environ). 1 400 phoques hawaïens, les derniers de cette espèce menacée de disparition, ainsi qu'environ 90 % des tortues vertes d'Hawaï (également espèce menacée). Présence du palmier de Hawaï également endémique et en voie de disparition. Les embarcations non autorisées, l'extraction de matériaux marins, le déversement de déchets, et même la pêche commerciale devraient y disparaître en cinq ans, ainsi que les activités commerciales et touristiques, selon la Maison-Blanche.

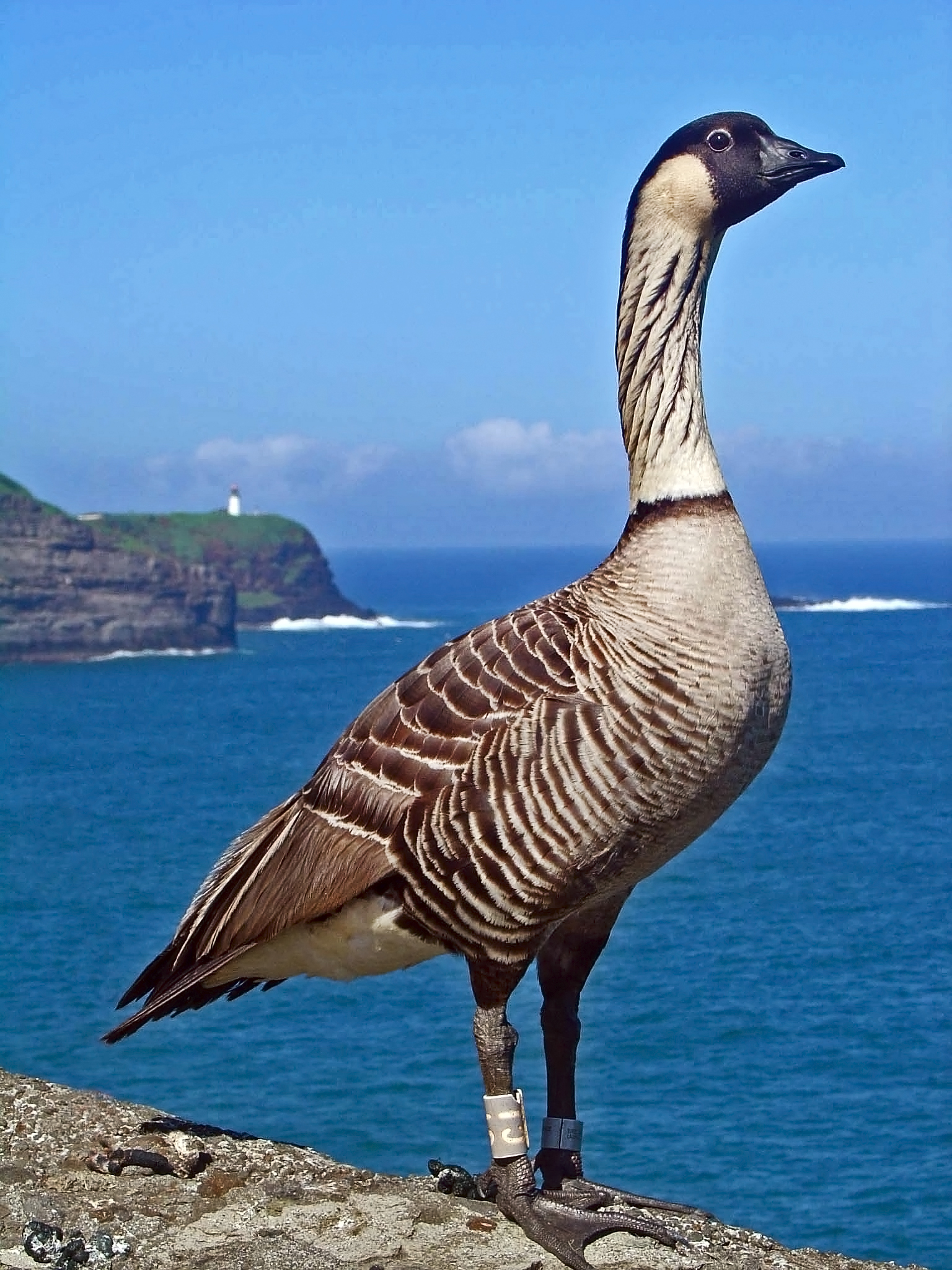
La bernache néné est l'oiseau officiel de l'État d'Hawaï.

À la suite de la catastrophe nucléaire de Fukushima, Hawaï fait partie des premières zones terrestres habitées et éloignées du Japon potentiellement touchées par les retombées aériennes radioactives de l'accident de mars 2011. Les autorités américaines et la presse se sont rapidement montrées rassurantes, invitant la population à ne pas se précipiter vers les stocks de pilules d'iode, certains spécialistes suggérant de rester néanmoins vigilant. Des radionucléides ont été détectés dans le lait par le réseau national RadNet de l'EPA ; du césium 134 (24 picocuries par litre) et du césium 137 (19 picocuries par litre), ainsi que l'iode 131 (18 picocuries par litre) dans du lait local échantillonné le 4 avril 2011. À cette date, la radioactivité était très inférieure aux seuils d'action de l'EPA. Une bioaccumulation par les champignons ou coquillages filtreurs (huitres, moules, coques…) est localement possible dans les mois ou années à venir. En juin 2011, le projet FLEXPART du NILU (Norwegian Institute for Air Research) a cessé de produire ses modélisations du trajet du nuage dans l'hémisphère nord en raison d'un manque d'accès aux sources d'émissions.

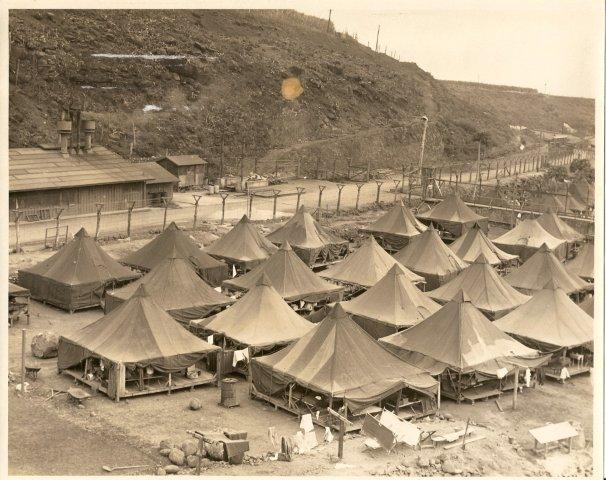
Le Honouliuli National Historic Site.

Le National Park Service gère neuf sites à Hawaï :
- Ala Kahakai National Historic Trail ;
- parc national de Haleakalā ;
- parc national des volcans d'Hawaï ;
- Honouliuli National Historic Site ;
- Kalaupapa Leprosy Settlement and National Historical Park (en) ;
- parc historique national de Kaloko-Honokōhau ;
- Parc historique national Pu'uhonua O Honaunau ;
- Puʻukoholā Heiau National Historic Site (en) ;
- Pearl Harbor National Memorial.

## Subdivisions administratives

### Comtés
L'État d'Hawaï est divisé en 5 comtés.

### Agglomérations
Le Bureau de la gestion et du budget a défini deux aires métropolitaines et deux aires micropolitaines dans l'État d'Hawaï.
| Zone urbaine                | Population (2010) | Population (2013) | Variation (2010-2013) | Rang national (2013) |
| --------------------------- | ----------------- | ----------------- | --------------------- | -------------------- |
| Urban Honolulu, HI          | 953 207           | 983 429           | 3,2 %                 | 54                   |
| Kahului-Wailuku-Lahaina, HI | 154 924           | 160 292           | 3,5 %                 | 255                  |

| Zone urbaine | Population (2010) | Population (2013) | Variation (2010-2013) | Rang national (2013) |
| ------------ | ----------------- | ----------------- | --------------------- | -------------------- |
| Hilo, HI     | 185 079           | 190 821           | 3,1 %                 | 2                    |
| Kapaa, HI    | 67 091            | 69 512            | 3,6 %                 | 101                  |

En 2010, tous les Hawaïens résidaient dans une zone à caractère urbain, dont 81,5 % dans une aire métropolitaine et 18,5 % dans une aire micropolitaine.

### Municipalités

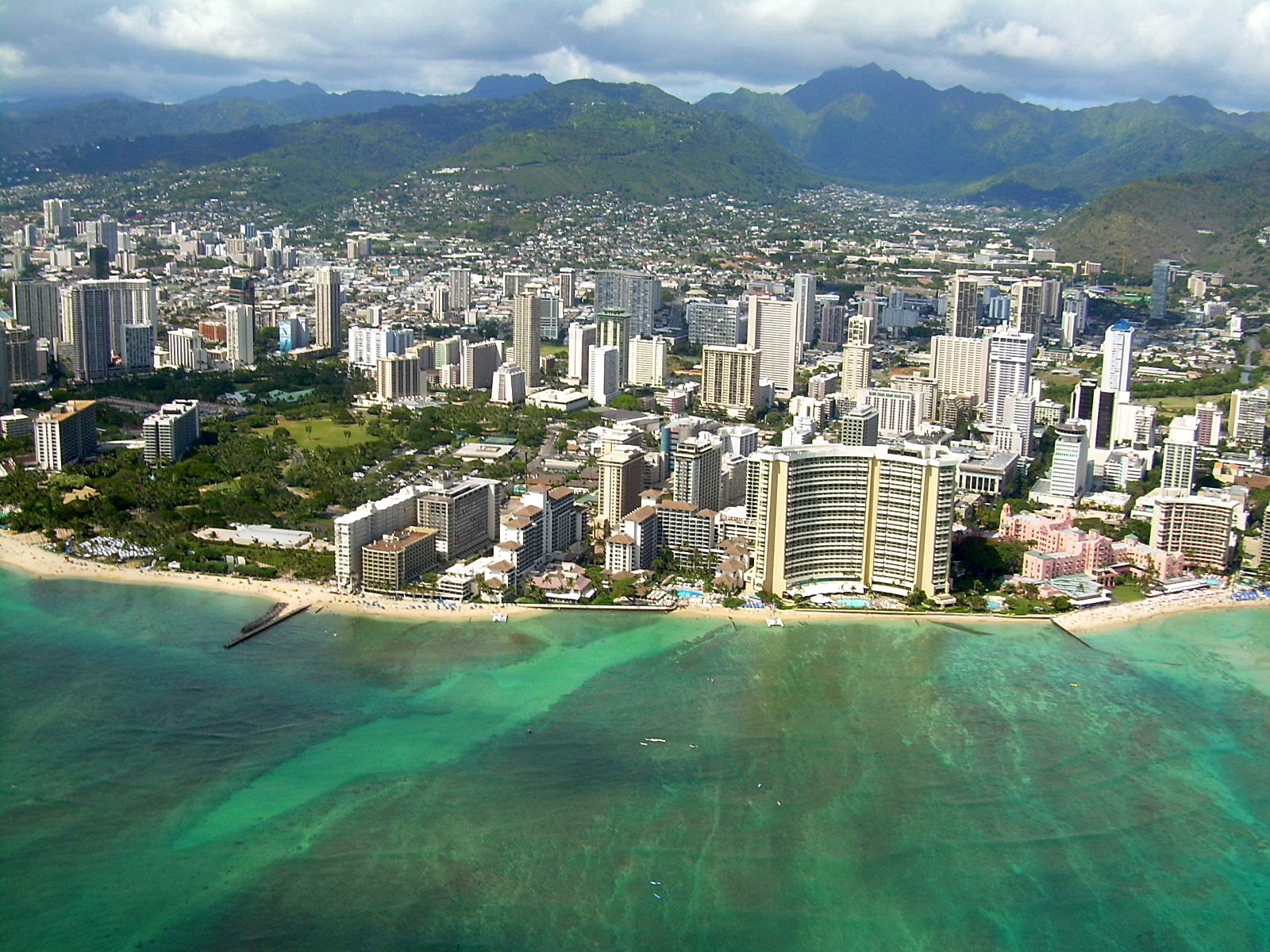
Honolulu, capitale d'Hawaï.

L'État d'Hawaï compte une municipalité.
| Rang | Municipalité | Comté    | Population (2010) | Population (2013) | Variation (2010-2013) |
| ---- | ------------ | -------- | ----------------- | ----------------- | --------------------- |
| 1    | Honolulu     | Honolulu | 337 256           | 347 884           | 3,2 %                 |

### Principales villes
- Honolulu, 374 658 habitants, capitale de l'État
- Hilo, 47 181 habitants
- Kailua
- Kaunakakai
- Lahaina
- Lihue

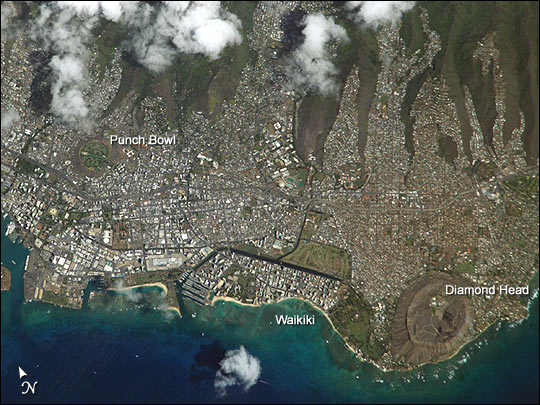
Honolulu (Image NASA).
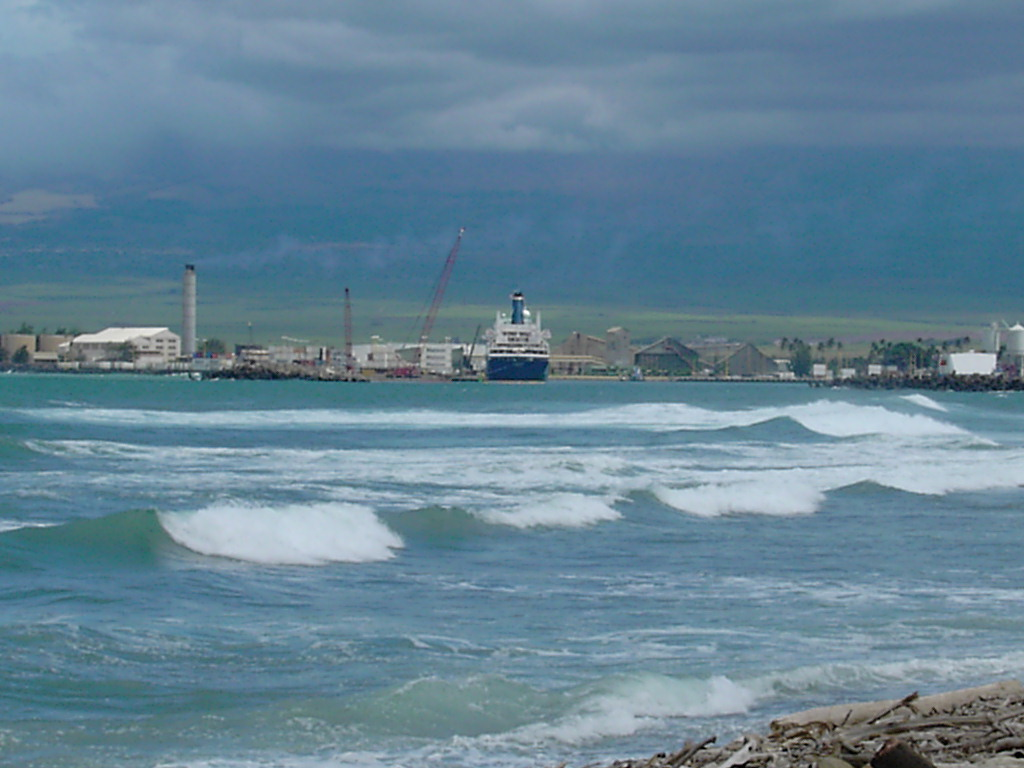
Kahului Bay, 2001.
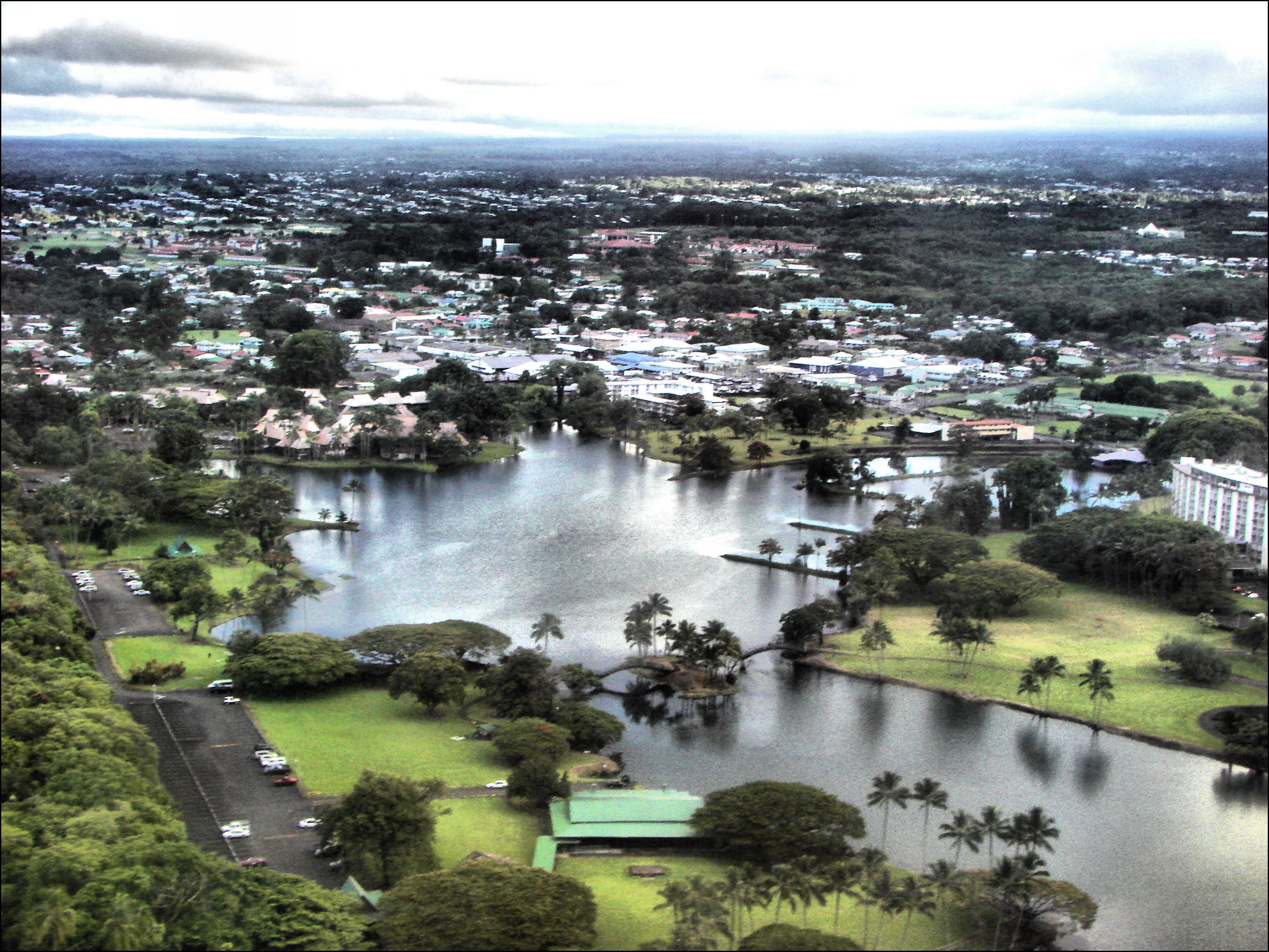
Waiakea (lac), Hilo (2007).
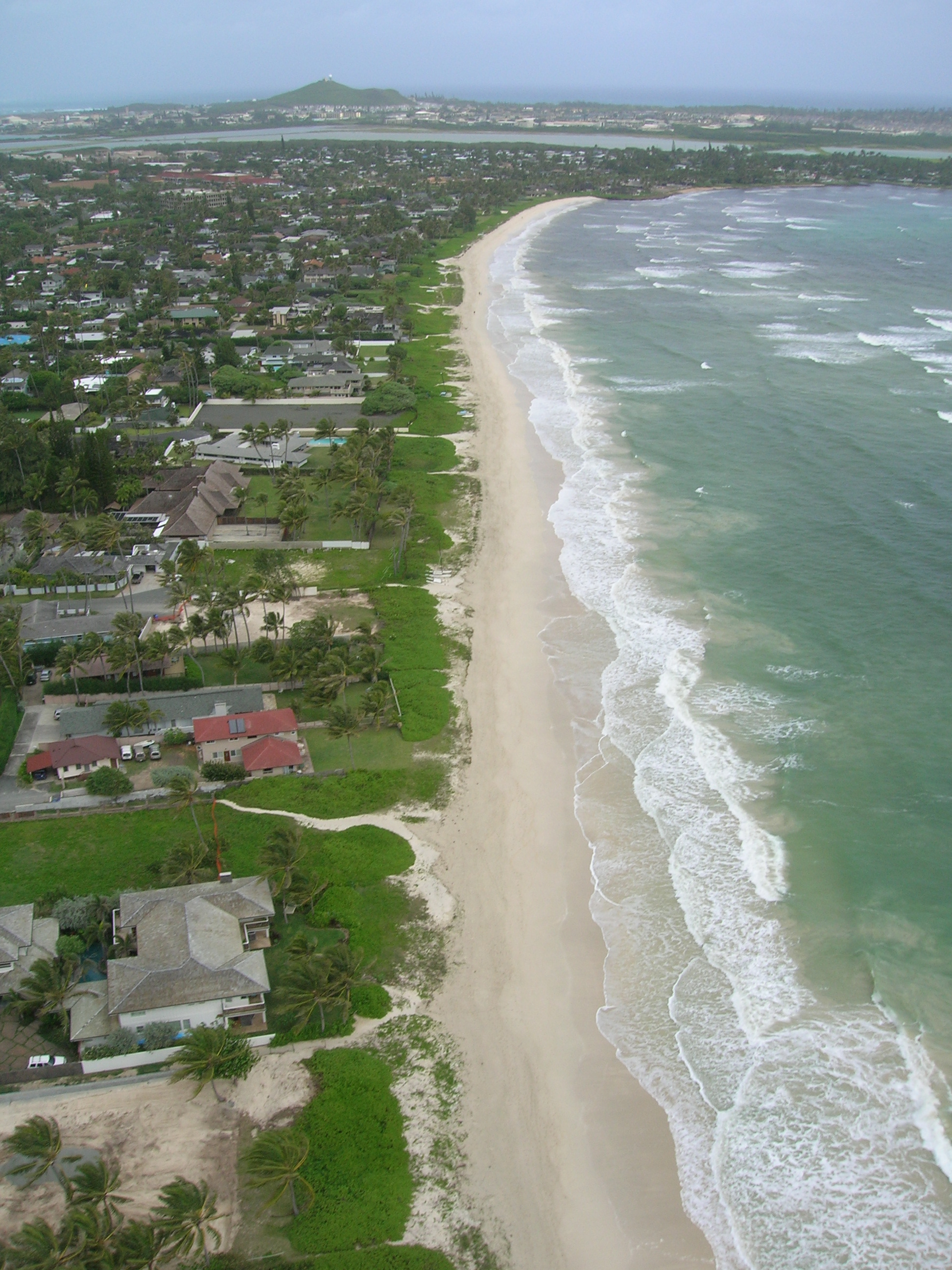
Oahu, Kailua, 2006.
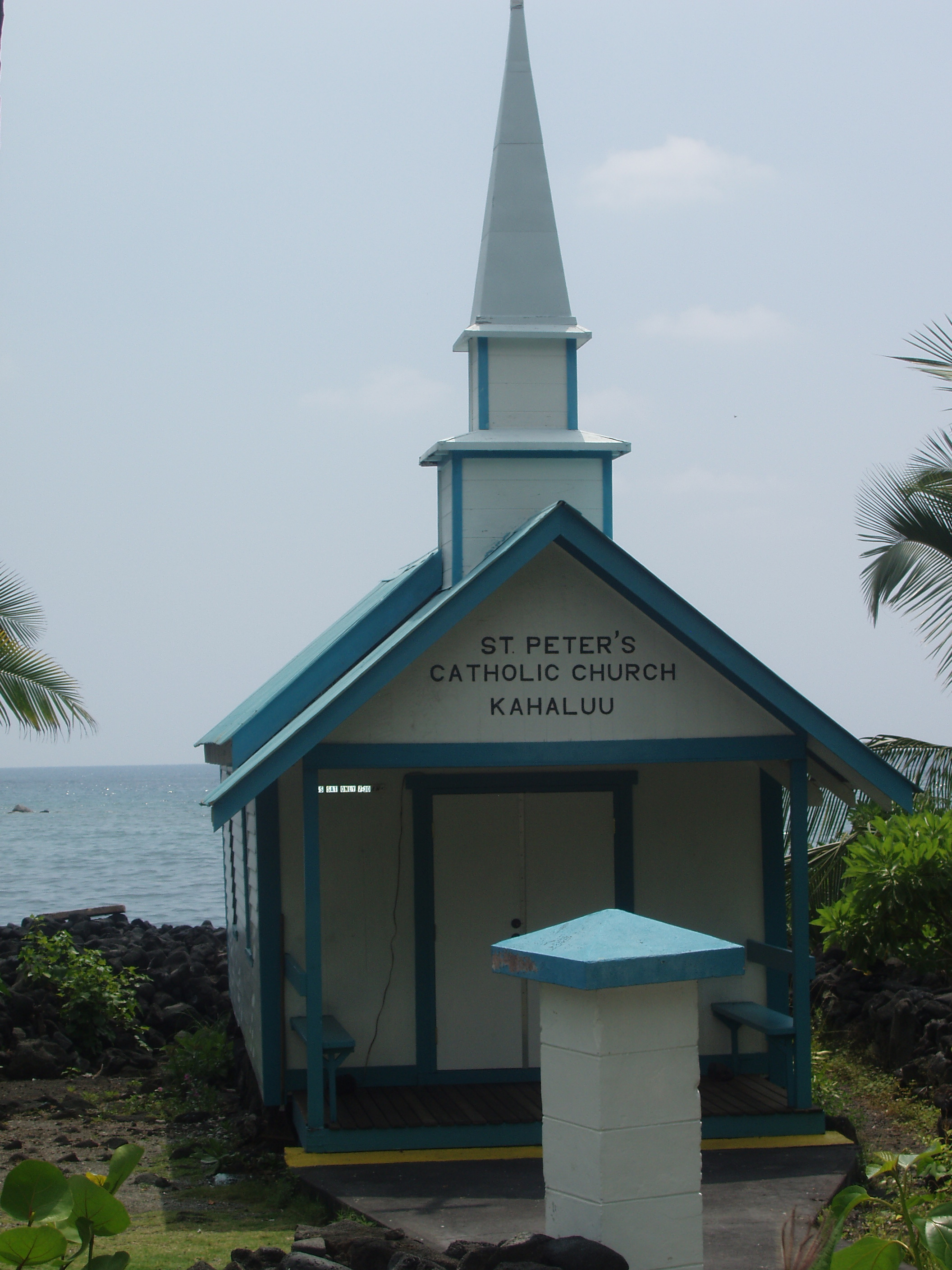
Petite église de Kailua-Kona, 2007.
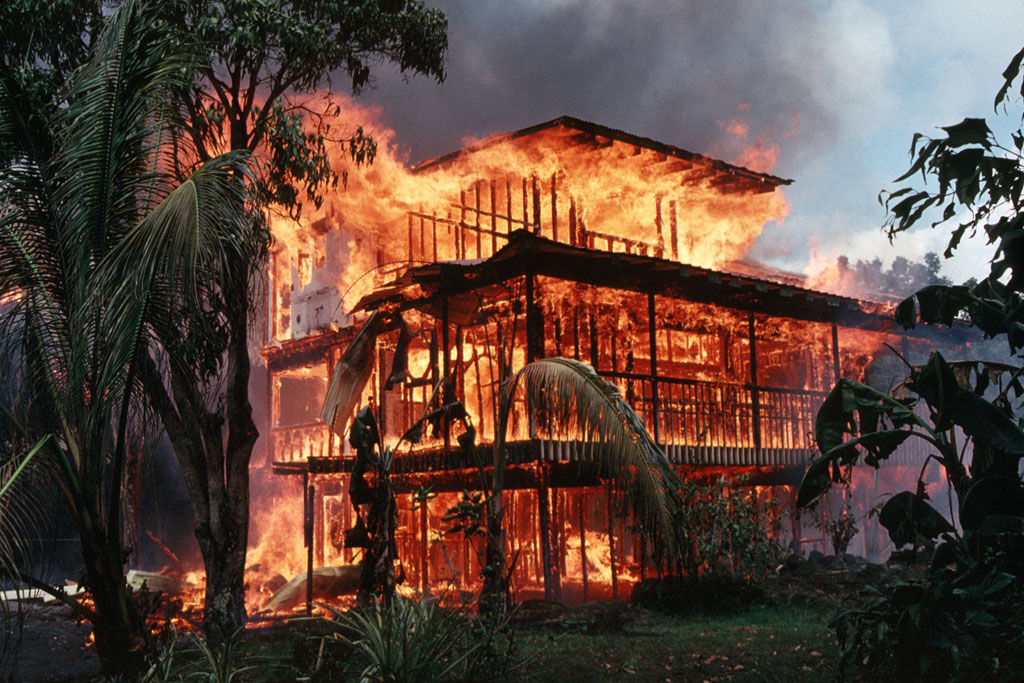
Éruption à Kupaianaha, Kalapana Gardens, 1990.

## Démographie

### Population
■ Blancs: 35,2 %
■ Asiatiques: 30,5 %

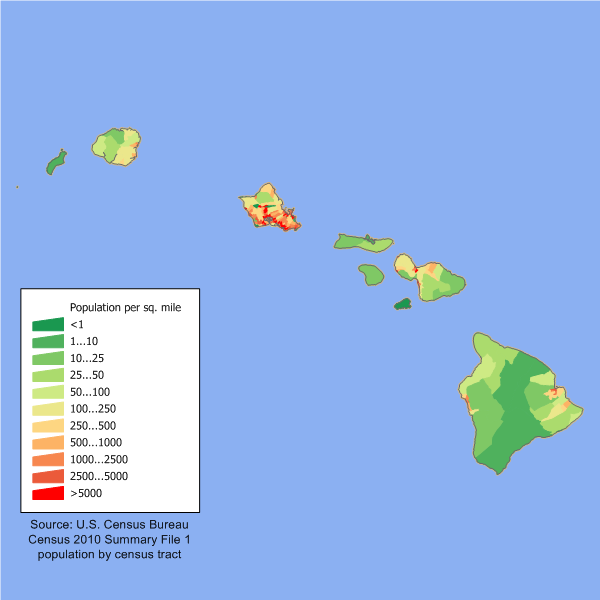
Hawaii in 2010.

■ Natifs d'Hawaï ou d'autres îles du Pacifique: 10,0 %

■ Autres et Métis: 24,3 %
| 1900    | 1910    | 1920    | 1930    | 1940    | 1950    |
| ------- | ------- | ------- | ------- | ------- | ------- |
| 154 001 | 191 874 | 255 881 | 368 300 | 422 770 | 499 794 |

| 1960    | 1970    | 1980    | 1990      | 2000      | 2010      |
| ------- | ------- | ------- | --------- | --------- | --------- |
| 632 772 | 769 913 | 964 691 | 1 108 229 | 1 211 537 | 1 360 301 |

Le Bureau du recensement des États-Unis estime la population d'Hawaï à 1 415 872 habitants au 1er juillet 2019, soit une hausse de 4,09 % depuis le recensement des États-Unis de 2010 qui tablait la population à 1 360 301 habitants. Depuis 2010, l'État connaît la 15e croissance démographique la plus soutenue des États-Unis.
Avec 1 360 301 habitants en 2010, Hawaï était le 40e État le plus peuplé des États-Unis. Sa population comptait pour 0,44 % de la population du pays. Le centre démographique de l'État était localisé entre les îles d'Oahu et de Molokai.
Avec 81,78 hab./km2 en 2010, Hawaï était le 13e État le plus dense des États-Unis.
Le taux d'urbains était de 91,9 % et celui de ruraux de 8,1 %. L'État comptait le 5e plus fort taux d'urbains du pays après la Californie (95,0 %), le New Jersey (94,7 %), le Nevada (94,2 %) et le Massachusetts (92,0 %).
En 2010, le taux de natalité s'élevait à 14,0 ‰ (13,6 ‰ en 2012) et le taux de mortalité à 7,1 ‰ (7,4 ‰ en 2012). L'indice de fécondité était de 2,15 enfants par femme (2,10 en 2012). Le taux de mortalité infantile s'élevait à 6,2 ‰ (5,0 ‰ en 2012). La population était composée de 22,33 % de personnes de moins de 18 ans, 9,58 % de personnes entre 18 et 24 ans, 26,59 % de personnes entre 25 et 44 ans, 27,15 % de personnes entre 45 et 64 ans et 14,35 % de personnes de 65 ans et plus. L'âge médian était de 38,6 ans.
Entre 2010 et 2013, l'accroissement de la population (+ 43 753) était le résultat d'une part d'un solde naturel positif (+ 26 544) avec un excédent des naissances (61 617) sur les décès (35 073), et d'autre part d'un solde migratoire positif (+ 17 517) avec un excédent des flux migratoires internationaux (+ 23 621) et un déficit des flux migratoires intérieurs (- 6 104).
Selon des estimations de 2013, 79,6 % des Hawaïens étaient nés dans un État fédéré, dont 54,2 % dans l'État d'Hawaï et 25,4 % dans un autre État (10,3 % dans l'Ouest, 6,5 % dans le Sud, 4,9 % dans le Midwest, 3,8 % dans le Nord-Est), 2,8 % étaient nés dans un territoire non incorporé ou à l'étranger avec au moins un parent américain et 17,6 % étaient nés à l'étranger de parents étrangers (79,2 % en Asie, 9,3 % en Océanie, 4,5 % en Europe, 4,1 % en Amérique latine, 2,1 % en Amérique du Nord, 0,8 % en Afrique). Parmi ces derniers, 56,7 % étaient naturalisés américain et 43,3 % étaient étrangers,.
Selon des estimations de 2012 effectuées par le Pew Hispanic Center, l'État comptait 35 000 immigrés illégaux, soit 2,4 % de la population.

### Composition ethno-raciale et origines ancestrales
Selon le recensement des États-Unis de 2010, la population était composée de 38,60 % d'Asiatiques (14,52 % de Philippins, 13,64 % de Japonais, 3,97 % de Chinois, 1,78 % de Coréens, 0,72 % de Viêts), 24,74 % de Blancs, 23,57 % de Métis, 9,96 % d'Océaniens (5,91 % d'Hawaïens, 1,34 % de Samoans), 1,57 % de Noirs, 0,31 % d'Amérindiens et 1,25 % de personnes n'entrant dans aucune de ces catégories.
Les Métis se décomposaient entre ceux revendiquant deux « races » (15,22 %), principalement asiatique et océanienne (5,33 %), blanche et asiatique (4,89 %), blanche et océanienne (2,79 %) et blanche et amérindienne (0,58 %), et ceux revendiquant trois races ou plus (8,35 %).
Les non-hispaniques représentaient 91,12 % de la population avec 37,73 % d'Asiatiques, 22,74 % de Blancs, 19,41 % de Métis, 9,43 % d'Océaniens, 1,46 % de Noirs, 0,21 % d'Amérindiens et 0,14 % de personnes n'entrant dans aucune de ces catégories, tandis que les Hispaniques comptaient pour 8,88 % de la population, principalement des personnes originaires de Porto Rico (3,24 %), du Mexique (2,60 %) et d'Espagne (0,75 %).
En 2010, l'État d'Hawaï avait les plus fortes proportions d'Asiatiques et d'Océaniens des États-Unis. A contrario, l'État avait les plus faibles proportions de Blancs et de Blancs non hispaniques ainsi que la 8e plus faible proportion d'Amérindiens et la 10e plus faible proportion de Noirs des États-Unis.
L'État comptait également le 2e plus grand nombre d'Océaniens (135 422) après la Californie (144 386) et le 6e plus grand nombre d'Asiatiques des États-Unis.
L'État regroupait à lui seul 25,1 % des Océaniens résidant aux États-Unis.
À l'instar du Texas (45,33 %), du Nouveau-Mexique (40,49 %) et de la Californie (40,15 %), Hawaï est un État aux minorités majoritaires, concept selon lequel la population blanche non hispanique représente moins de la moitié de la population, mais à la différence des trois autres, les Blancs non hispaniques n'ont jamais été majoritaires dans l'État.
|                                         | 1940  | 1950  | 1960  | 1970  | 1980  | 1990  | 2000  | 2010  |
| --------------------------------------- | ----- | ----- | ----- | ----- | ----- | ----- | ----- | ----- |
| Asiatiques (et Océaniens jusqu'en 1990) | 73,33 | 72,86 | 65,29 | 57,68 | 60,46 | 61,83 | 41,59 | 38,60 |
| ———Non hispaniques                      |       |       |       |       |       |       | 40,79 | 37,73 |
| Blancs                                  | 24,52 | 22,97 | 31,96 | 38,79 | 33,04 | 33,35 | 24,28 | 24,74 |
| ———Non hispaniques                      |       |       |       |       | 31,07 | 31,37 | 22,87 | 22,74 |
| Océaniens                               |       |       |       |       |       |       | 9,37  | 9,96  |
| ———Non hispaniques                      |       |       |       |       |       |       | 8,95  | 9,43  |
| Noirs                                   | 0,06  | 0,53  | 0,78  | 0,99  | 1,80  | 2,45  | 1,82  | 1,57  |
| ———Non hispaniques                      |       |       |       |       |       | 2,34  | 1,72  | 1,46  |
| Autres                                  | 2,09  | 3,64  | 1,97  | 2,54  | 4,70  | 2,37  | 22,94 | 25,13 |
| ———Non hispaniques                      |       |       |       |       |       |       | 18,43 | 19,76 |
| Hispaniques (toutes races confondues)   |       |       |       |       | 7,39  | 7,34  | 7,24  | 8,88  |

En 2013, le Bureau du recensement des États-Unis estime la part des non hispaniques à 90,2 %, dont 37,0 % d'Asiatiques, 23,0 % de Blancs, 19,1 % de Métis, 9,0 % d'Océaniens et 2,0 % de Noirs, et celle des Hispaniques à 9,8 %.
En 2000, les Hawaïens s'identifiaient principalement comme étant d'origine japonaise (24,5 %), philippine (22,8 %), hawaïenne (19,8 %), chinoise (14,0 %), allemande (5,8 %), irlandaise (4,4 %), anglaise (4,3 %), portugaise (4,0 %) et coréenne (3,4 %).
L'État avait la 3e plus forte proportion de personnes d'origine portugaise.
L'État abrite la 36e communauté juive des États-Unis. Selon le North American Jewish Data Bank, l'État comptait 7 280 Juifs en 2013 (1 500 en 1971), soit 0,5 % de la population. Ils se concentraient principalement dans les agglomérations d'Honolulu (5 200) et Kahului-Wailuku-Lahaina (1 500).
En 2010, les Asiatiques s'identifiaient principalement comme étant Philippins (37,6 %), Japonais (35,3 %), Chinois (10,5 %) et Coréens (4,6 %).
L'État avait les plus fortes proportions de Philippins (14,52 %), de Japonais (13,64 %), de Chinois (4,04 %) et de Coréens (1,78 %), la 2e plus forte proportion de Thaïs (0,15 %), la 4e plus forte proportion de Viêts (0,72 %) ainsi que la 8e plus forte proportion de Laotiens (0,14 %).
L'État comptait également les 2e plus grands nombres de Philippins (197 497) et de Japonais (185 502).
L'État regroupait 24,3 % des Japonais et 7,7 % des Philippins résidant aux États-Unis.
Les Océaniens s'identifiaient principalement comme étant Hawaïens (59,3 %), Samoans (13,5 %), Marshallais (4,7 %) et Tongiens (3,6 %).
Les Hispaniques étaient principalement originaires de Porto Rico (36,5 %), du Mexique (29,3 %) et d'Espagne (8,5 %). Composée à 46,9 % de Métis, 22,6 % de Blancs, 9,8 % d'Asiatiques, 6,0 % d'Océaniens, 1,3 % de Noirs, 1,1 % d'Amérindiens et 12,5 % de personnes n'entrant dans aucune de ces catégories, la population hispanique représentait 32,2 % des Amérindiens, 17,7 % des Métis, 8,1 % des Blancs, 7,1 % des Noirs, 5,3 % des Océaniens, 2,2 % des Asiatiques et 88,9 % des personnes n'entrant dans aucune de ces catégories.
L'État avait la 3e plus forte proportion de personnes originaires d'Espagne (0,75 %) et la 7e plus forte proportion de personnes originaires de Porto Rico (3,24 %).
Les Métis se décomposaient entre ceux revendiquant deux races (64,6 %), principalement asiatique et océanienne (22,6 %), blanche et asiatique (20,7 %) et blanche et océanienne (11,8 %), et ceux revendiquant trois races ou plus (35,4 %).

### Religions
| Religion                    | Hawaï | États-Unis |
| --------------------------- | ----- | ---------- |
| Protestantisme évangélique  | 25    | 25,4       |
| Catholicisme                | 20    | 20,8       |
| Non affiliés                | 20    | 15,8       |
| Protestantisme traditionnel | 11    | 14,7       |
| Bouddhisme                  | 8     | 0,7        |
| Agnosticisme                | 5     | 4,0        |
| Mormons                     | 3     | 1,6        |
| Églises afro-américaines    | 2     | 6,5        |
| Athéisme                    | 2     | 3,1        |
| Autres                      | 4     | 7,4        |

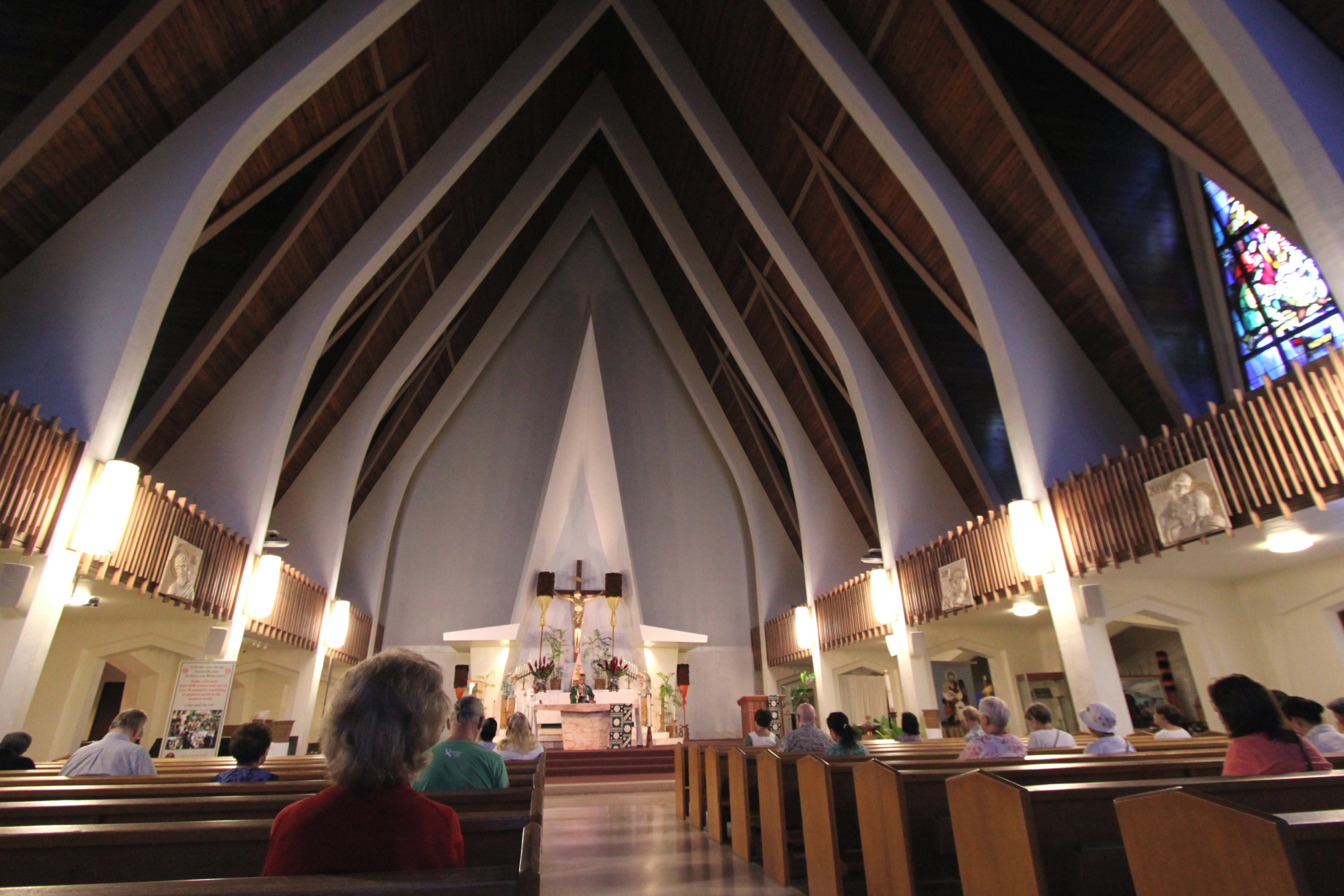
L'église catholique St. Augustine situé à Waikiki.

Selon l'institut de sondage The Gallup Organization, en 2015, 30 % des habitants d'Hawaï se considèrent comme « très religieux » (40 % au niveau national), 26 % comme « modérément religieux » (29 % au niveau national) et 44 % comme « non religieux » (31 % au niveau national).

### Langues
| Langue     | 1980    | 1990    | 2000    | 2010    | 2016    |
| ---------- | ------- | ------- | ------- | ------- | ------- |
| Anglais    | 74,21 % | 75,18 % | 74,98 % | 76,04 % | 76,09 % |
| Japonais   | 9,04 %  | 6,78 %  | 4,58 %  | 3,70 %  | 3,13 %  |
| Tagalog    | 7,51 %  | 5,39 %  | 5,17 %  | 4,24 %  | 2,79 %  |
| Ilocano    | 7,51 %  | 2,56 %  | 3,77 %  | 3,81 %  | 4,26 %  |
| Chinois    | 2,26 %  | 2,48 %  | 2,31 %  | 2,22 %  | 2,18 %  |
| Coréen     | 1,04 %  | 1,43 %  | 1,46 %  | 1,39 %  | 1,30 %  |
| Espagnol   | 1,34 %  | 1,34 %  | 1,66 %  | 1,88 %  | 1,87 %  |
| Vietnamien | 0,31 %  | 0,45 %  | 0,66 %  | 0,68 %  | 0,67 %  |
| Samoan     | 4,30 %  | 0,92 %  | 0,93 %  | 0,90 %  | 0,86 %  |
| Hawaïen    | 4,30 %  | 0,86 %  | 1,58 %  | 1,41 %  | 1,50 %  |
| Chuuk      | 4,30 %  | 2,61 %  | 2,90 %  | 3,75 %  | 4,78 %  |
| Autres     | 4,30 %  | 2,61 %  | 2,90 %  | 3,75 %  | 4,78 %  |

D'après l'article XV de la Constitution de l'État d'Hawaï, les deux langues officielles depuis 1978 sont l'anglais et l'hawaïen. Il est donc un des deux États sur 50 ayant plus d'une langue officielle (en 2014 l'Alaska a officialisé ses vingt langues amérindiennes en plus de l'anglais). Bien que l'hawaïen soit menacé d'extinction, il est enseigné et des mesures de protection sont en place. L'hawaïen, appelé ‘Ōlelo Hawai‘i (langue d'Hawaï), est la langue autochtone, une langue polynésienne de la famille austronésienne étroitement reliée au marquisien, proche du tahitien et du maori. Au recensement de 1970, quelque 17 000 insulaires avaient indiqué que l'hawaïen était encore la langue parlée au foyer lorsqu'ils étaient enfants. En 1990, ils étaient moins de 1 000. Aujourd’hui, seules les personnes âgées de plus de 60 ans et les habitants de l’île Niihau (230 personnes) parlent encore l'hawaïen. L'île de Niihau est une propriété privée dont les propriétaires n'admettent que les habitants de l'île, les anciens résidents et les descendants des ancêtres hawaïens ; les insulaires y parlent une variante dialectale de l’hawaïen.
D'après le recensement des États-Unis de 2000, 73,4 % des Hawaïens de plus de 5 ans ont l'anglais comme langue maternelle. Ce sont, dans l'ordre, l'île d'Oahu, puis celle d'Hawaï, suivies des îles Molokai, Lanai, Kahoolawe et Maui, qui sont les plus anglicisées. Les îles situées au nord-ouest (Niihau, Kauai) comptent moins (ou pas) d'anglophones. L'île d'Oahu est celle qui compte aussi le plus grand nombre de langues immigrantes, notamment le chinois et le japonais.
Les autres langues sont, outre les langues polynésiennes (7,9 %), le filipino (5,7 %), le japonais (4,9 %), le chinois (2,9 %), l'espagnol (1,6 %) et le coréen (1,6 %). Les Hawaïens qui utilisent encore les langues des immigrants sont ceux de la première et de la deuxième génération ; ceux de la troisième génération ont généralement abandonné la langue de leurs ancêtres. Selon le contexte, les Kamaaina (ceux de n'importe quelle origine qui sont nés et élevés à Hawaï) parlent soit un anglais qui ressemble à celui des autres citoyens américains, soit le Hawaiian Pidgin, créole basé sur l'anglais et comportant des emprunts à l'hawaïen comme aux nombreuses langues parlées par des vagues successives d'immigrants.

## Présence militaire

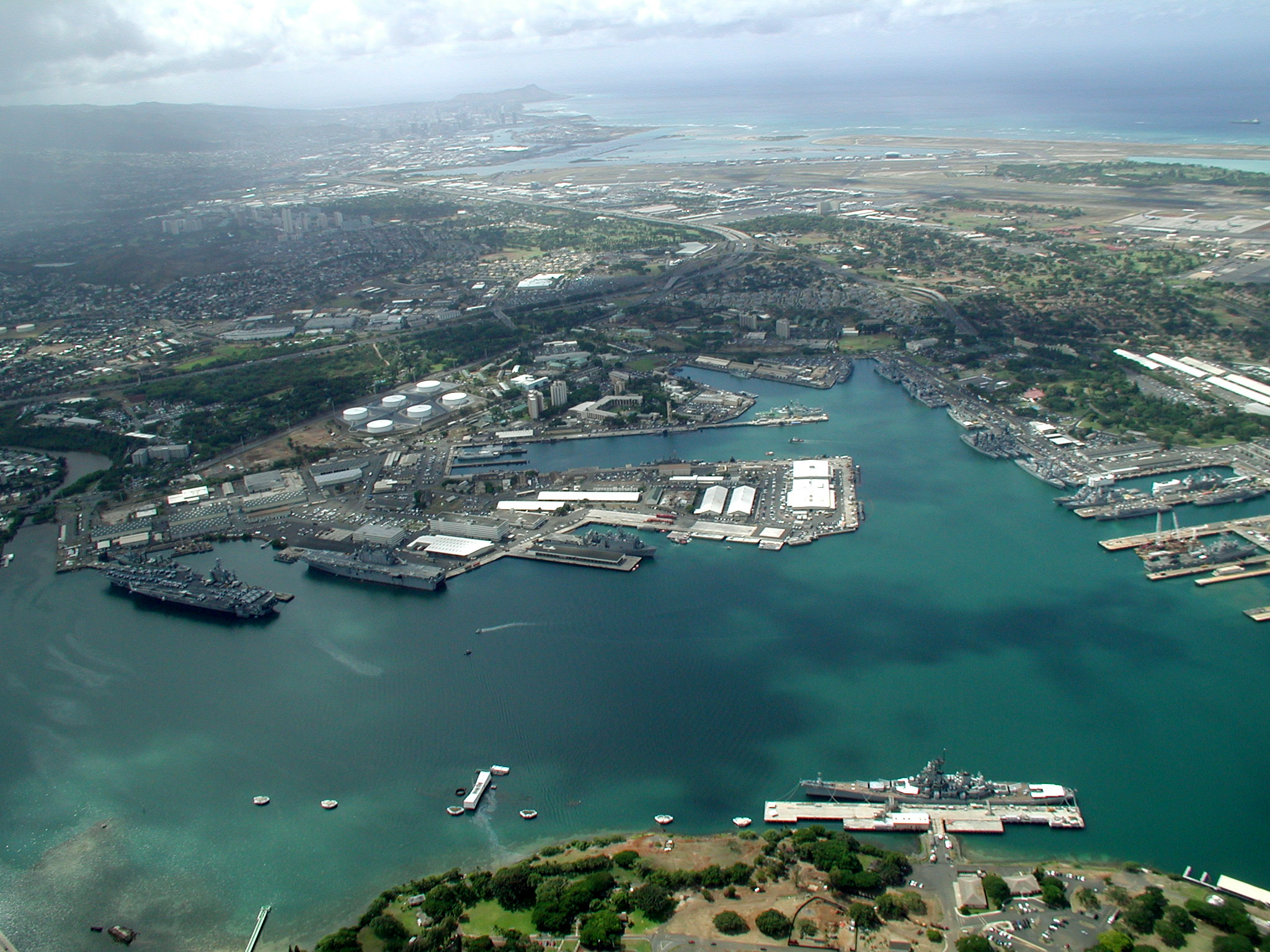
La base navale de Pearl Harbor.

La base navale de Pearl Harbor, près de Honolulu occupe le quart du territoire de l'île d'Oahu. Il s'agit de la plus importante base militaire américaine,.

## Politique
| Gouvernement d'Hawaï | Gouvernement d'Hawaï | Gouvernement d'Hawaï  | Gouvernement d'Hawaï  | Gouvernement d'Hawaï | Gouvernement d'Hawaï | Législature d'État        | Législature d'État | Congrès fédéral           | Congrès fédéral |
| Gouverneur           | Gouverneur           | Lieutenant-gouverneur | Lieutenant-gouverneur | Procureur général    | Procureur général    | Chambre des représentants | Sénat              | Chambre des représentants | Sénat           |
| -------------------- | -------------------- | --------------------- | --------------------- | -------------------- | -------------------- | ------------------------- | ------------------ | ------------------------- | --------------- |
|                      | Josh Green (D)       |                       | Sylvia Luke (D)       |                      | Holly Shikada (D)    | D : 47, R : 4             | D : 24, R :1       | D : 2                     | D : 2           |

### Élections présidentielles
Hawaï est un État de tradition démocrate. Il participe aux élections présidentielles depuis 1960 mais seuls Richard Nixon en 1972 et Ronald Reagan en 1984 ont emporté l'État pour le compte des républicains. Lors de l’élection présidentielle de 2004, le candidat démocrate John Kerry l'emporte avec 54,01 % des voix contre 45,26 % au président sortant et candidat républicain George W. Bush.
Lors de l'élection de 2016, le républicain Donald Trump n'obtient que 30 % des voix à Hawaï face à son adversaire démocrate, Hillary Clinton, qui totalise 62,2 % des voix. Lors de l'élection de 2020, Joe Biden obtient 63,7 % des voix, et Trump 34,3 %.

### Représentation fédérale
Au niveau fédéral, les deux sénateurs de l'Union sont les démocrates Brian Schatz et Mazie Hirono et à la Chambre des représentants l'État est représenté par deux élus démocrates Tulsi Gabbard et Colleen Hanabusa.

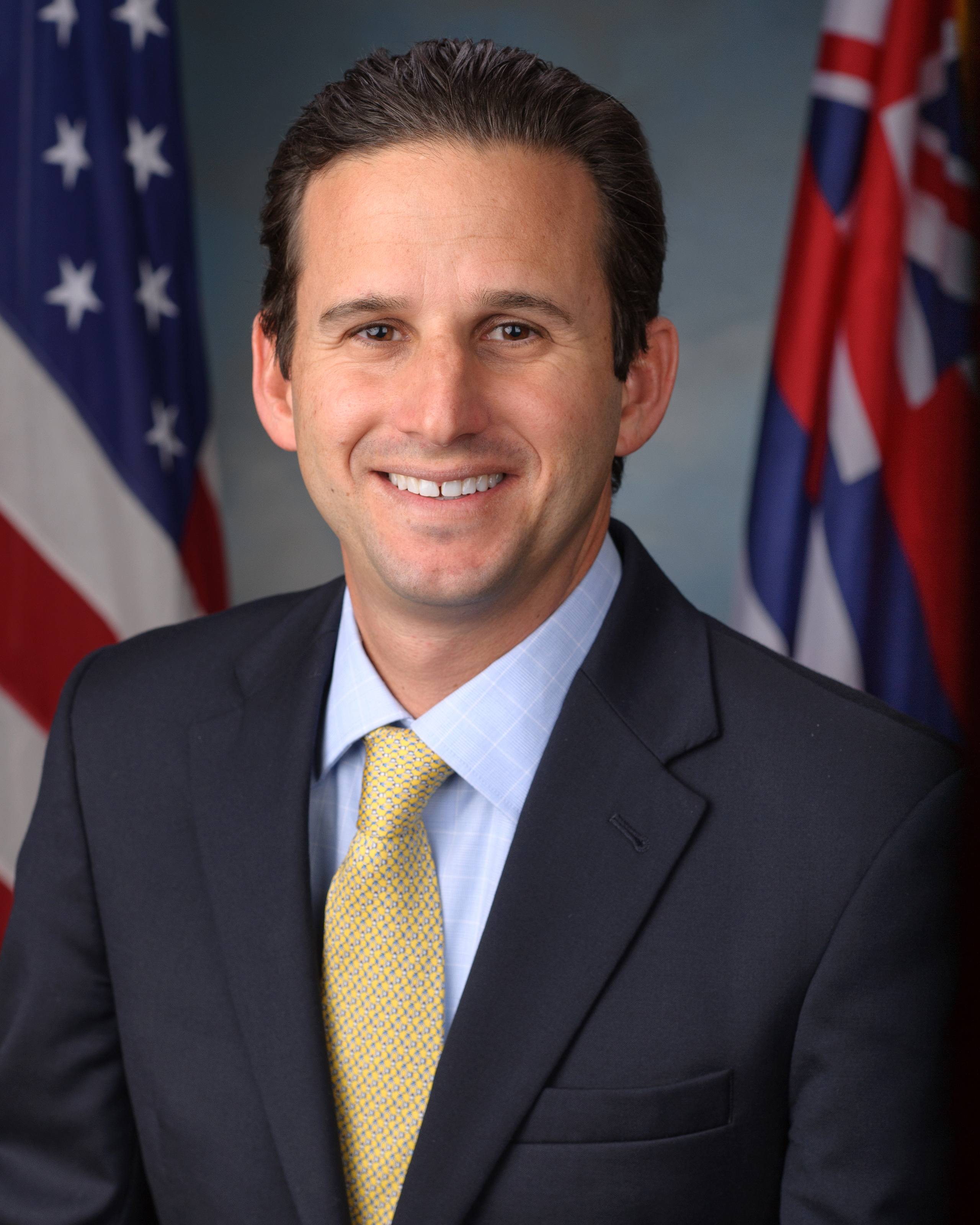
Brian Schatz, sénateur depuis 2012.
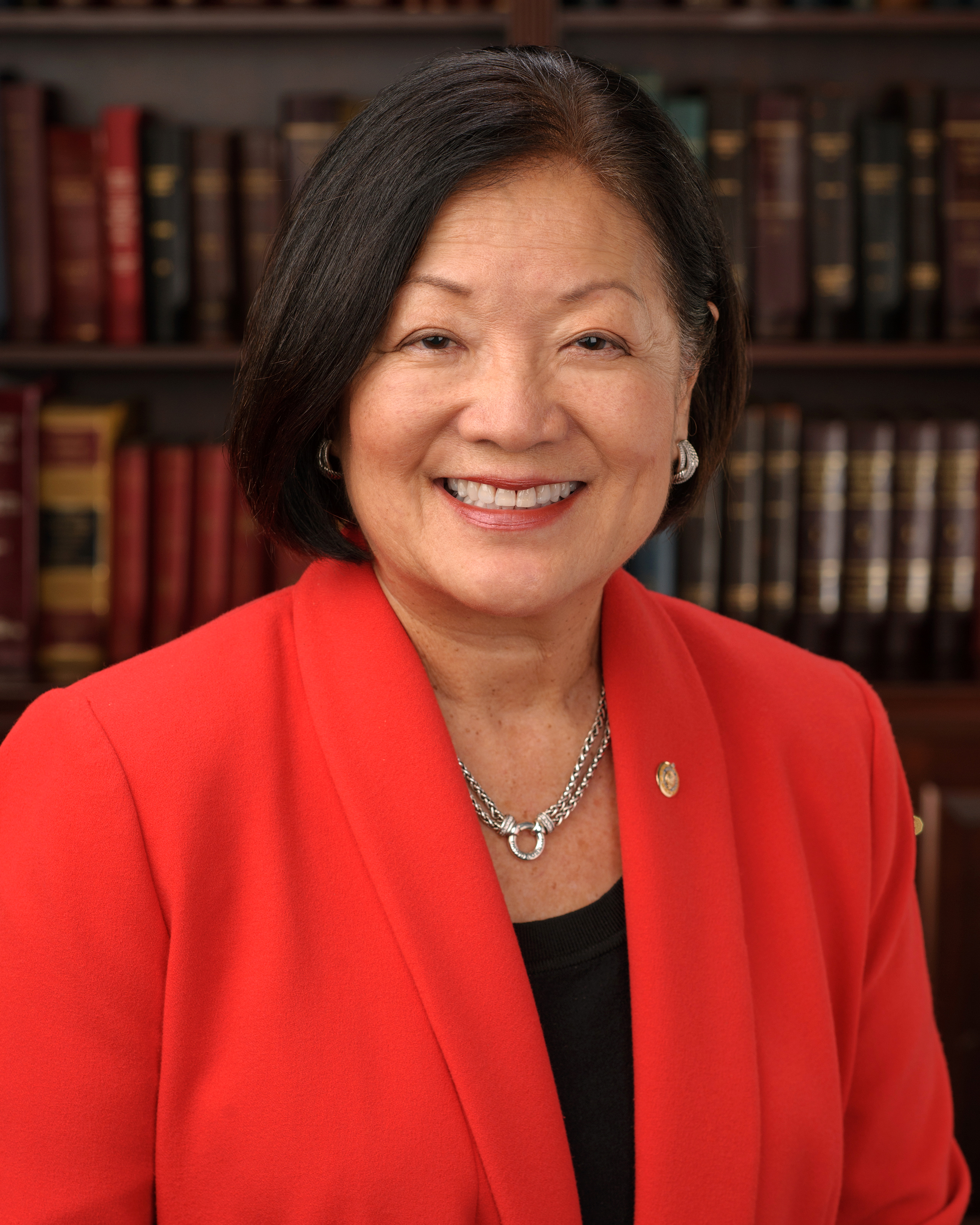
Mazie Hirono, sénatrice depuis 2013.

### Politique locale

#### Gouverneur

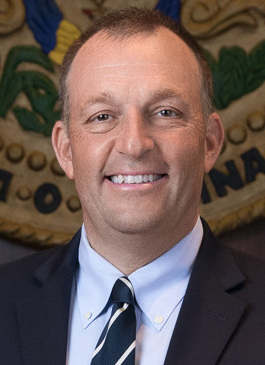
Josh Green, gouverneur depuis 2022.

Au niveau local, le gouverneur de l'État est le démocrate Josh Green depuis le 5 décembre 2022.

#### Législature

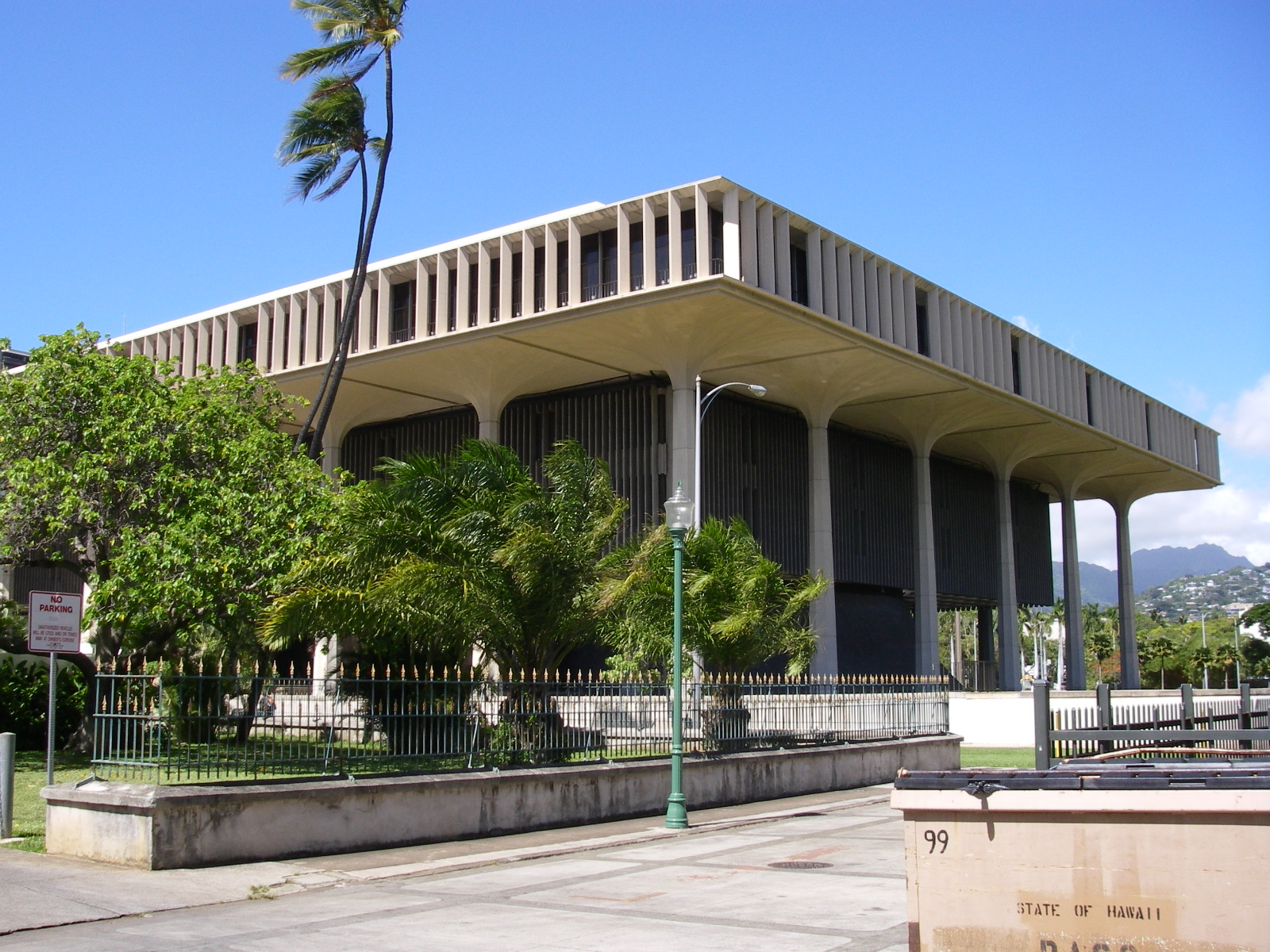
Le Capitole de l'État d'Hawaï.

Pour la législature 2021-2023, la Chambre des représentants comprend 51 sièges dont 47 élus démocrates et 4 élus républicains et le Sénat, 25 membres dont 24 démocrates et 1 républicain.

#### Vie politique
Au niveau fédéral, Hawaii devient le 8 mars 2017, le premier État américain à contester en justice le nouveau décret migratoire du président Donald Trump, qui interdit l’entrée des États-Unis aux ressortissants de six pays majoritairement musulmans.

## Économie
Le tourisme représente un des principaux revenus de l’archipel avec 10 milliards de dollars en termes de revenu de tourisme à chaque année,. En 2019, l'État a accueilli un nombre record de 10,4 millions de visiteurs ce qui a généré 18 milliards de dollars de revenu.
L'agriculture occupe aussi une place importante,. Hawaï est aussi le deuxième producteur mondial de sucre de canne,.
Il faut aussi noter la présence d'autres cultures comme celle du café (seul état américain à en cultiver) et de l'élevage sur le territoire,.

## Personnalités liées à Hawaï
- Israel Kamakawiwoʻole
- Jason Momoa
- Barack Obama
- Nicole Scherzinger
- Max Holloway

## Culture
La culture d'Hawaï est réputée pour la danse traditionnelle polynésienne nommée hula. Ce type de danse permet aux Hawaïens de partager et de préserver leur culture. Il est possible de voir ce type de danse un peu partout sur les îles. D'ailleurs, plusieurs hôtels proposent des forfaits souper-spectacle. Un certain nombre de peintres sont originaires de l'archipel, à l'instar de Mabel Alvarez, George Miyasaki (en) ou John Chin Young (en), tandis que d'autres s'y sont installés : Jules Tavernier, Jean Charlot et Kosta Kulundzic, par exemple.

### Musique
La musique hawaïenne a une influence indiscutable dans la musique moderne. Elle utilise dès les années 1930 les premières guitares électriques, telles que le ukulélé, ou la frying pan guitar issue de la steel guitar ou Dobro et de la guitare hawaïenne, par exemple.
Le musicien Sol Hoopii, par ailleurs est l'un des guitaristes qui aura le plus influencé des artistes tels qu'Elvis Presley, Mark Knopfler ou encore David Gilmour.
La musique hawaiienne est considérée comme l'une des musiques américaines les plus importantes qui aura été la racine de toutes les autres, qu'il s'agisse du blues, du rock ou de la country. Les Breeders en sont une illustration pour le rock avec No Aloha sur l'album Last Splash.
Le chanteur, musicien et danseur Bruno Mars qui a vendu plus de 200 millions de disques dans le monde, est originaire d'Hawaï.

### Spiritualité
Hoʻoponopono est un procédé psycho-spirituel de réconciliation et de pardon mutuel des anciens Hawaïens : une voie de résolution des conflits et d'absolution, mais aussi une philosophie et un art de vivre. Traditionnellement Hoʻoponopono était fait par un(e) Kahuna lapaʻau (prêtre(sse) guérisseur(se)) et la plupart du temps avec des groupes familiaux pour guérir les maladies physiques et mentales. Les versions modernes sont conçues de façon que chacun puisse le faire seul, individuellement.

### Surf
Le surf est une pratique traditionnelle d'Hawaï qui a connu un renouveau populaire à partir du milieu du XXe siècle. Ce sport s'est depuis répandu de par le monde, mais reste très pratiqué dans l'archipel.
À Peahi, île de Maui, dans le nord l'île, se produit en cas de forte houle la déferlante de Jaws (littéralement « les mâchoires » en anglais mais également le titre original du film Les Dents de la mer). Cette vague géante, une des plus grosses du globe, atteint parfois 25 mètres de haut. Elle a été popularisée par Laird Hamilton, Dave Kalama (en), Darrick Doerner (en), Gerry López et Basile Commarieu entre autres.
En janvier 1998, Laird Hamilton surfa la vague la plus haute jamais surfée (à l'époque), de 26 mètres de haut, déferlant à une vitesse impressionnante et formant un mur d'eau gigantesque, pour ensuite se transformer en tourbillon de mousse et d'écume géant. Jack Johnson, aujourd'hui connu pour ses chansons, est originaire de l'île d'Oahu et a commencé sa carrière dans le monde du surf. Il a été plusieurs fois récompensé pour ses films comme Thicker Than Water ou A Brokedawn Melody.

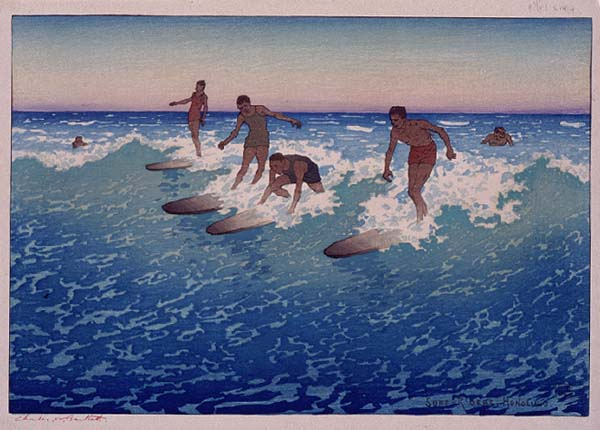
Surf-Riders, Honolulu, par Charles W. Bartlett, 1919, Honolulu Academy of Arts.
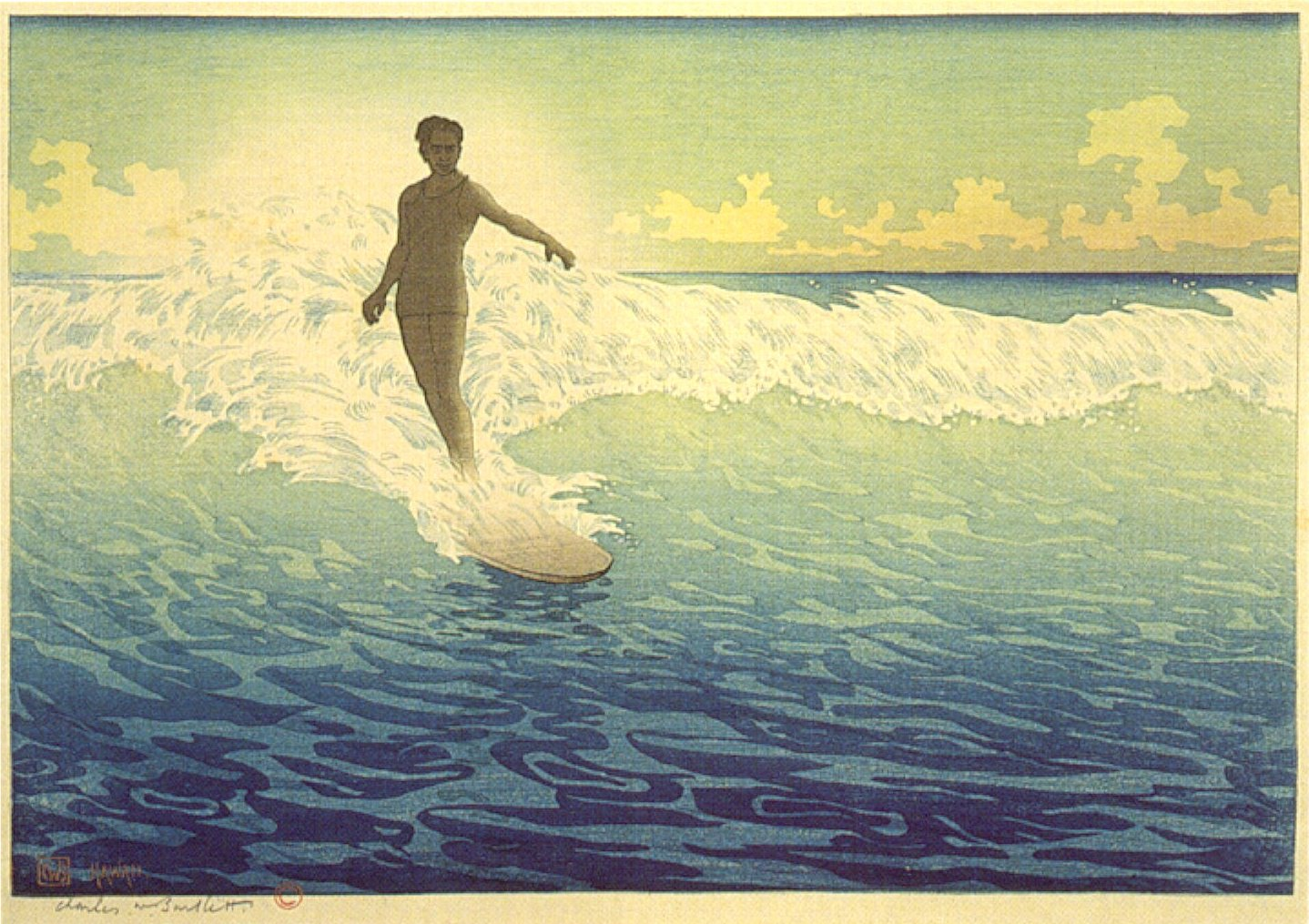
The Surf Rider (Hawaï) par Charles W. Bartlett, 1921, Honolulu Academy of Arts.
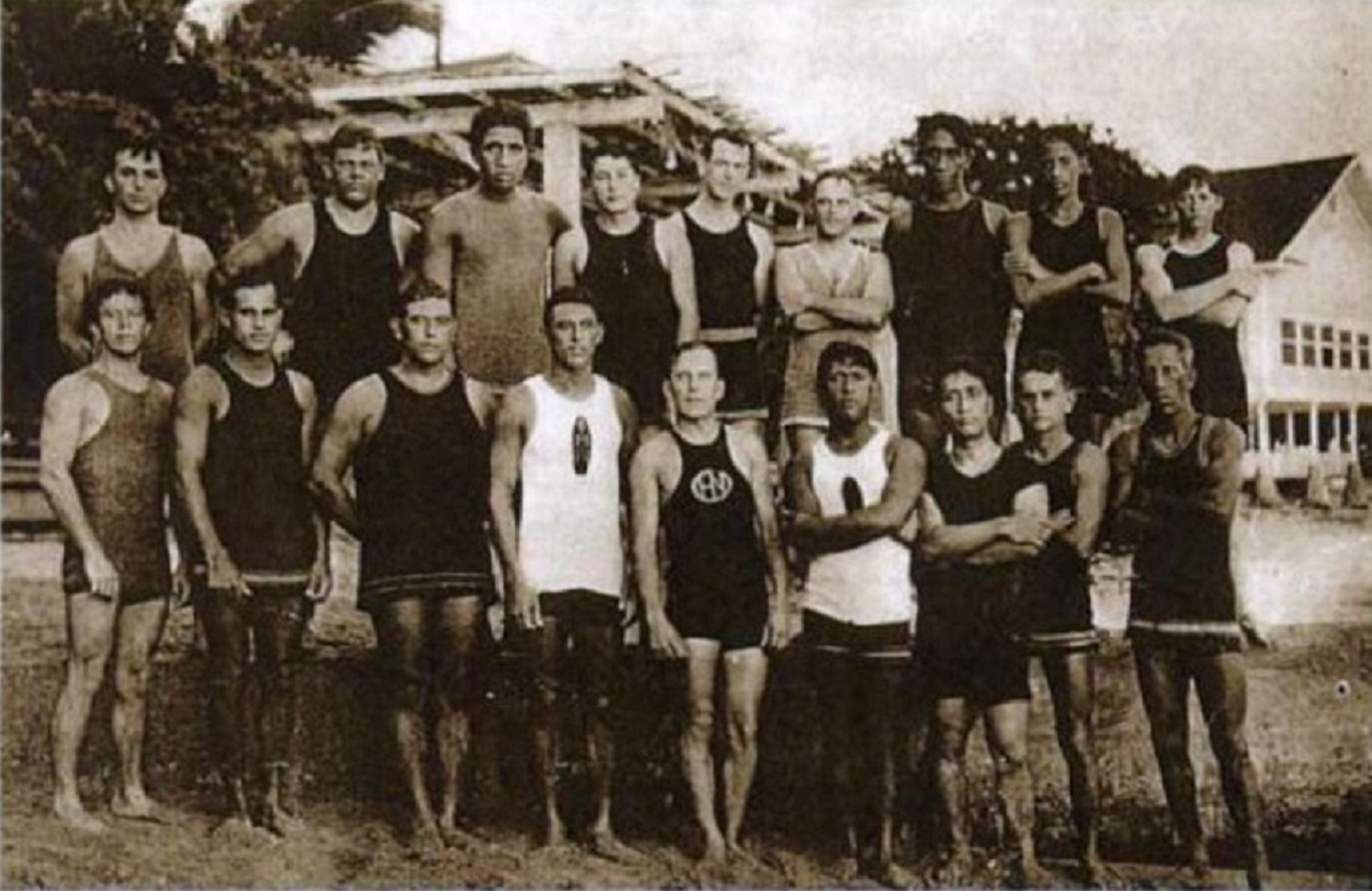
Hui Nalu, Club of the Waves, fondé en 1908 par les Hawaïens.
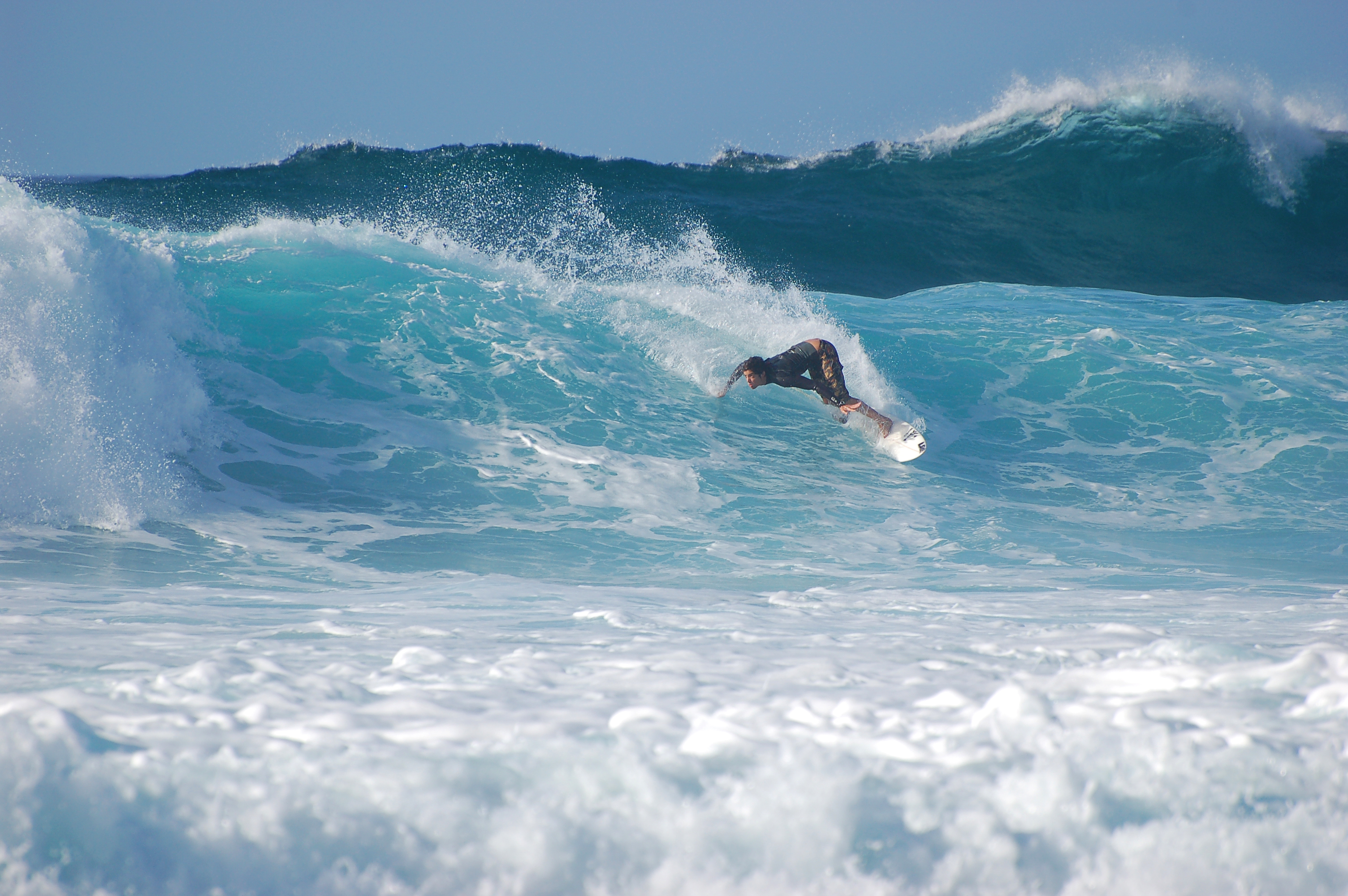
Surfeur sur le spot de Banzai Pipeline, Oahu, 2007, Hawaï.

### Gastronomie

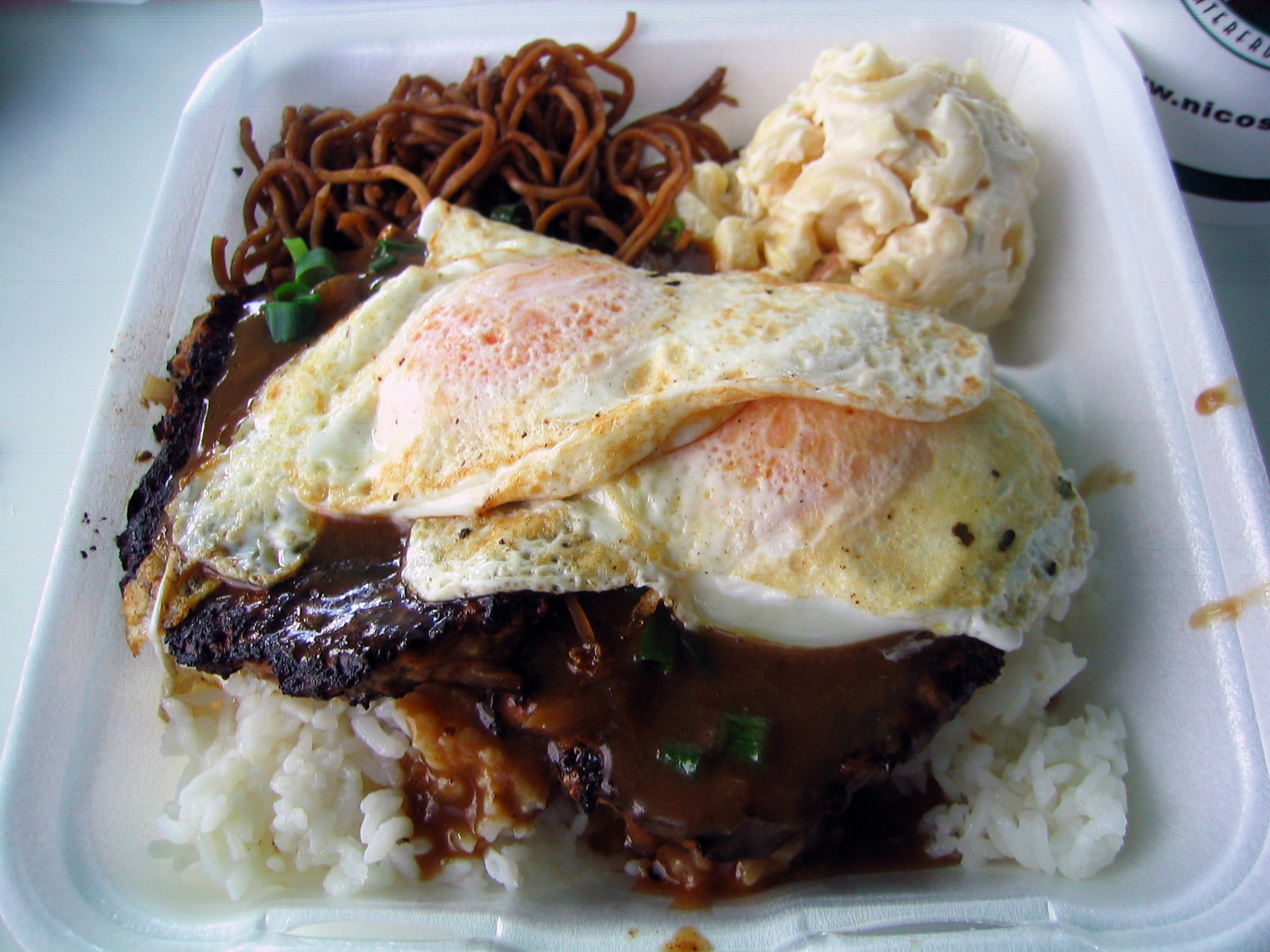
Le loco moco est un plat typique d'Hawaï.

De nombreuses influences culturelles font partie de la cuisine hawaïenne : coréenne, portugaise, chinoise, japonaise, philippine. Par contre, une gastronomie locale est présente dans l'État. Ainsi on retrouve par exemple le loco moco, le déjeuner local dans les mœurs alimentaires de l'État. Enfin on retrouve des particularités locales comme le jambon épicé appelé commercialement Spam.

### Télévision et cinéma
Hawaï est connue pour être le lieu de tournage des séries Hawaï police d'État et son remake Hawaii 5-0, mais aussi Magnum et son remake Magnum PI et LOST.
Le nom du premier monarque du royaume unifié d’Hawaï, Kamehameha Ier, inspira notamment l'auteur de Dragon Ball.
Le film Battleship fut tourné sur les côtes d'une des îles hawaïennes.
Le projet de suite abandonné de Beetlejuice, intitulé Beetlejuice Goes Hawaiian, aurait utilisé un décor d’Hawaï.
L'action du film The Descendants, avec George Clooney, se déroule à Hawaï.
Le film Pearl Harbor retrace l'attaque japonaise du 7 décembre 1941 du port militaire de l'île d'Oahu.
Des segments du film Kong: Skull Island ont été tournés à Kulaoa Ranch. Il en va de même pour les scènes extérieures de Jurassic Park.
L'archipel d'Hawaï a également inspiré la région d'Alola (dont le nom dérive du mot aloha) où se déroulent les jeux vidéo Pokémon Soleil et Lune et Pokémon Ultra-Soleil et Ultra-Lune.

### Littérature
- Littérature hawaïenne
- Renaissance culturelle hawaïenne (en) (1860, puis 1960)
- Mouvement pour la souveraineté hawaïenne (années 1890)
- Liste des journaux et magazines d'hawaï (en)

### Anthropologie
- Lilikalā Kameʻeleihiwa (en) (ou Lilikalā L. Dorton), universitaire, historienne, cinéaste

## Sport
- Rainbow Warriors d'Hawaï (NCAA)

En 1977, la Team Hawaii, une équipe professionnelle de soccer au sein de la North American Soccer League joue sur l'île. Toutefois, du fait des coûts importants et de la distance avec le continent l'équipe s'arrête au bout d'une saison.
- Championnat du monde Xterra 2013